# Camino a Santiago Vía Aquitania

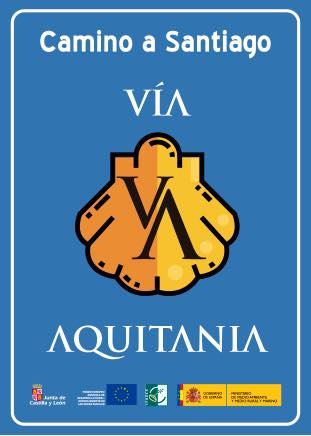
Foto: Cartel Vía Aquitania

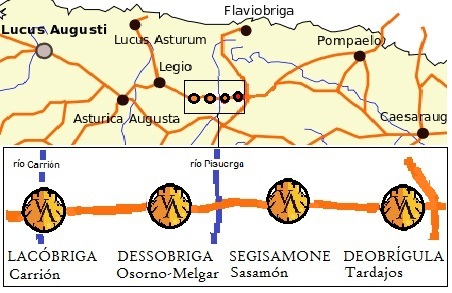
tramo de la Vía Aquitania

El Camino a Santiago Vía Aquitania es una ruta que en su tramo castellano sigue el trazado de la calzada romana entre Deobrígula  (Tardajos), Segisamone  (Sasamón), Dessobriga (Osorno la Mayor) (Melgar de Fernamental) y Lacobriga (Carrión de los Condes).
Durante la Edad Media,  se le llamó Vía Aquitania a la calzada romana XXXIV o Ab Asturica Burdigalam (Astorga-Burdeos), que era utilizada como ruta por peregrinos franceses procedentes de la región de Aquitania que emprendían el camino a Santiago, origen del Camino Francés.

## La formación de los caminos de Santiago a partir de las calzadas romanas

### Itinerarios dentro del reino de Asturias al descubrimiento de la tumba

Mapa del norte peninsular al descubrimiento de la tumba. Para viajar desde el área cercana a Oviedo hasta el Locus Sancti Iacobi se utilizaba un itinerario heredero del antiguo sistema viario romano.

Las primeras rutas seguidas por los peregrinos que querían visitar la recién descubierta tumba, vinieron determinadas por la situación de los restos de Assegonia dentro de la red viaria heredada de la época romana.
Los caminos de esta red no desaparecieron, sino que siguieron usándose durante la Edad Media. El origen de los fieles, por su parte, lo determinaba la extensión del territorio controlado por los reinos cristianos dentro del proceso de la Reconquista. Durante el reinado de Alfonso II, el territorio asturiano se centraba en la región transmontana de la Cordillera Cantábrica y el límite sur lo marcaba una línea que, partiendo entre Pontevedra y Tuy, pasaba por la vertiente sur de las montañas y dejaba a Ponferrada, Astorga y León dentro de la «tierra de nadie».
En época romana discurrían junto a Assegonia dos calzadas: la XX per loca maritima en dirección sur–norte, y la XIX Bracara Asturicam que —por el este— llegaba desde Lugo. Esta última ciudad estaba, a su vez, conectada con Lugo de Llanera mediante la vía Lucus Asturum a Lucus Augusti que contaba con ramales secundarios para el acceso a la misma desde diferentes partes de las montañas.

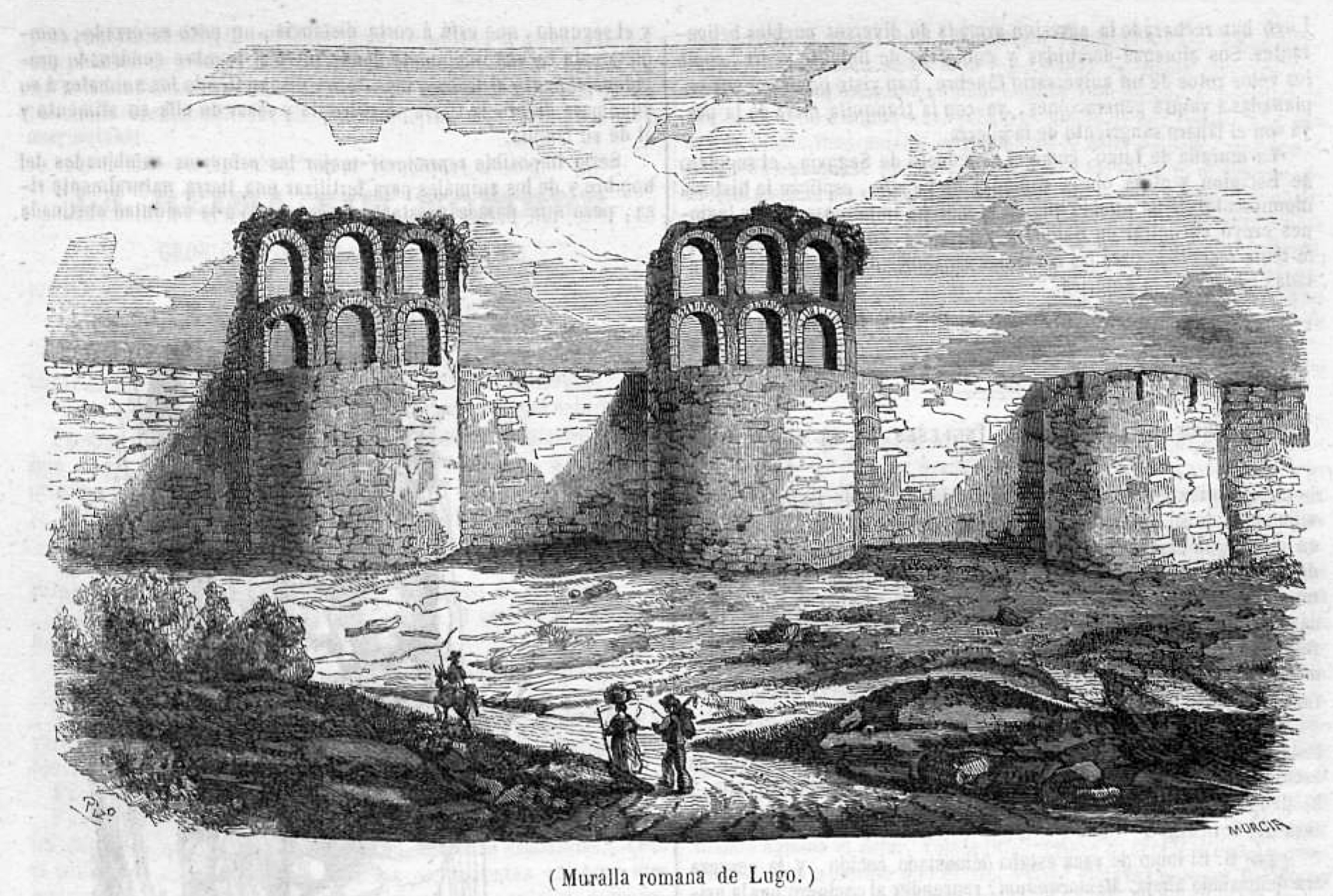
La antigua ciudad romana de Lugo fue la población principal por la que se articuló la ruta entre Oviedo y Santiago de Compostela.

Cuando Alfonso II estableció la capital en Oviedo, su comarca se convirtió en el área central del reino. Sus habitantes utilizaron, entonces, la antigua vía Lucus Asturum a Lucus Augusti para dirigirse a Lugo y desde ahí, a la tumba apostólica.  Desde esta ciudad fortificada proseguía por la ruta heredera del tramo de la XIX Bracara Asturicam que pasaba por el naciente Locus Sancti Iacobi.
Los habitantes del área situada en el norte, junto al mar Cantábrico, podían seguir un itinerario ya existente en época romana el cual comunicaba el río Deva con el Eo y desde allí, con Lugo. Los de las zonas costeras occidentales, por su parte, tenían a su disposición la antigua vía XX per loca maritima con la que podían acceder a la tumba del apóstol desde los territorios en torno a Pontevedra —al sur— o desde el área de La Coruña —al norte—.

### El itinerario clásico del Camino de Santiago francés y su evolución

Mapa del norte peninsular en 1035. El avance de los reinos cristianos permitió controlar todo el trayecto de la antigua calzada a Burdeos. Sobre esta base y tras varias desviaciones se formó el itinerario clásico del Camino de Santiago.

Durante los reinados de Ordoño I (850-866) y su hijo Alfonso (866-910), el reino asturiano consiguió extender y consolidar su frontera hasta el río Duero. Quedó, entonces, dentro de su territorio una buena parte de la vía XXXIV Ab Asturica Burdigalam con sus poblaciones de Ponferrada, Astorga, León o Carrión. Los habitantes de los nuevos territorios sureños dispusieron de este camino para dirigirse al oeste hasta Lugo, y desde ahí, al Locus Sancti Iacobi. Igualmente, se afianzó el dominio cristiano del alto Ebro, lo que dejó expedito su uso completo hasta territorio franco.
El camino que seguían los primeros peregrinos transpirenaicos era la citada vía romana Ab Asturica Burdigalam que comunicaba Burdeos con Astorga y que entraba en la península por el puerto de Roncesvalles, tras lo que llegaba a Pamplona. Desde esta ciudad continuaba hacia el oeste por los valles de los ríos Araquil y Zadorra, después llegaba a la actual Miranda para franquear el río Ebro y proseguía hasta el importante cruce de Briviesca, donde se unía a la calzada que venía desde Zaragoza discurriendo al sur del Ebro. El trayecto entre Pamplona y Miranda le permitía salvar, por el norte, el obstáculo natural que suponían las sierras de Andía y Urbasa.

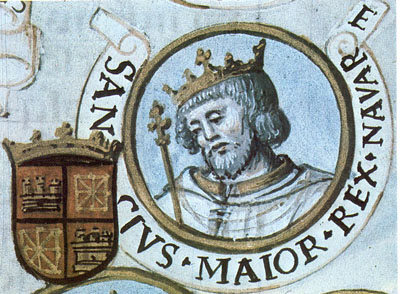
Sancho el Mayor estableció el trayecto del Camino de Santiago por tierras riojanas.

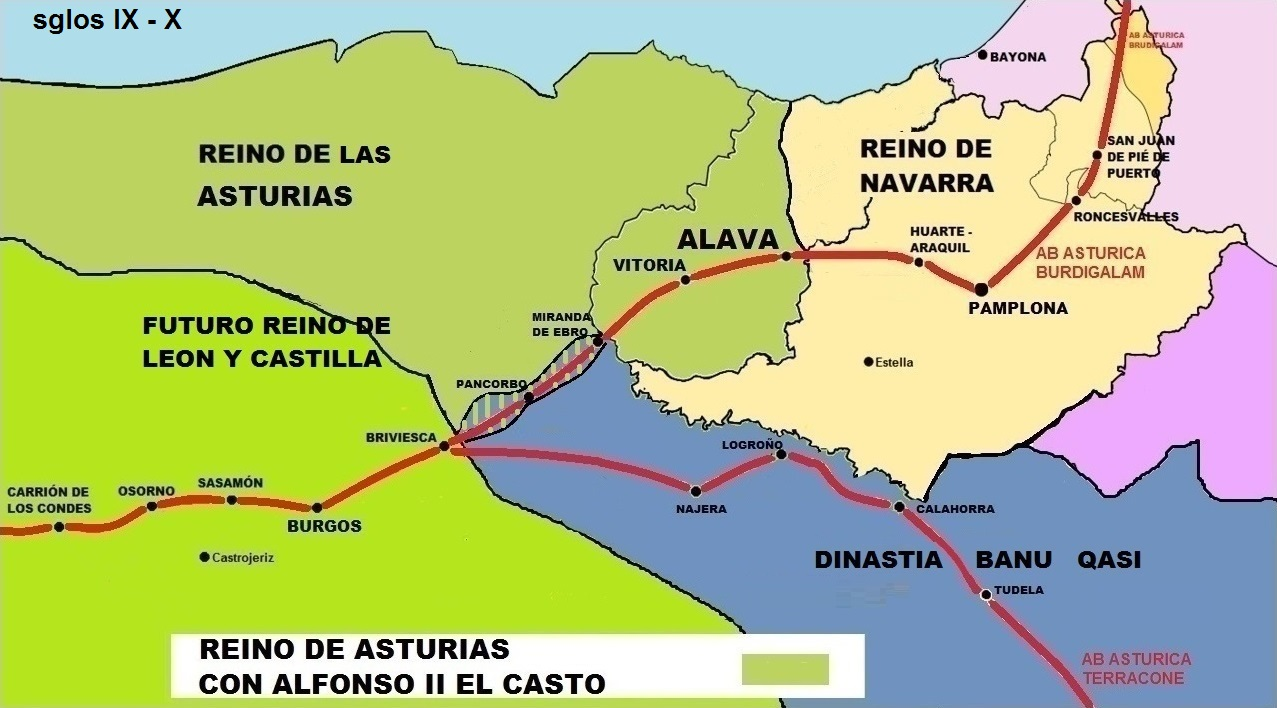
Los caminos en el. Caminos a Santiago-Calzadas romanas

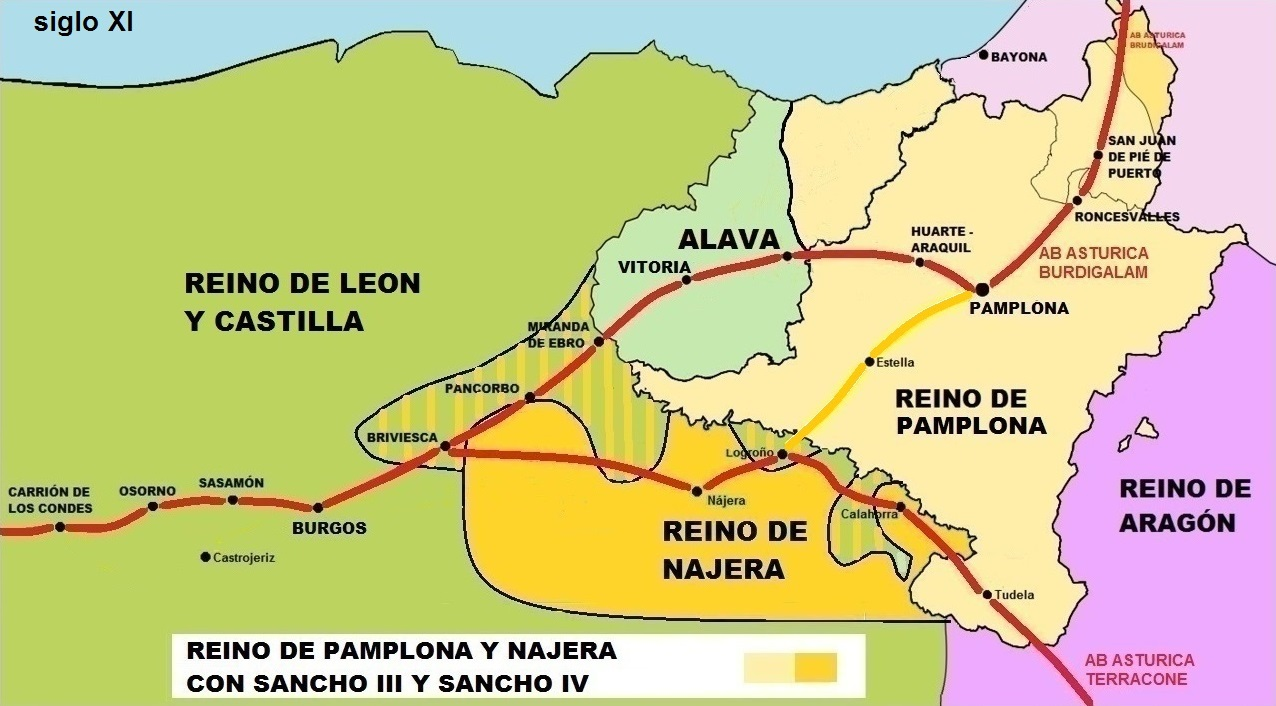
Los caminos en el -. Caminos a Santiago-Calzadas romanas

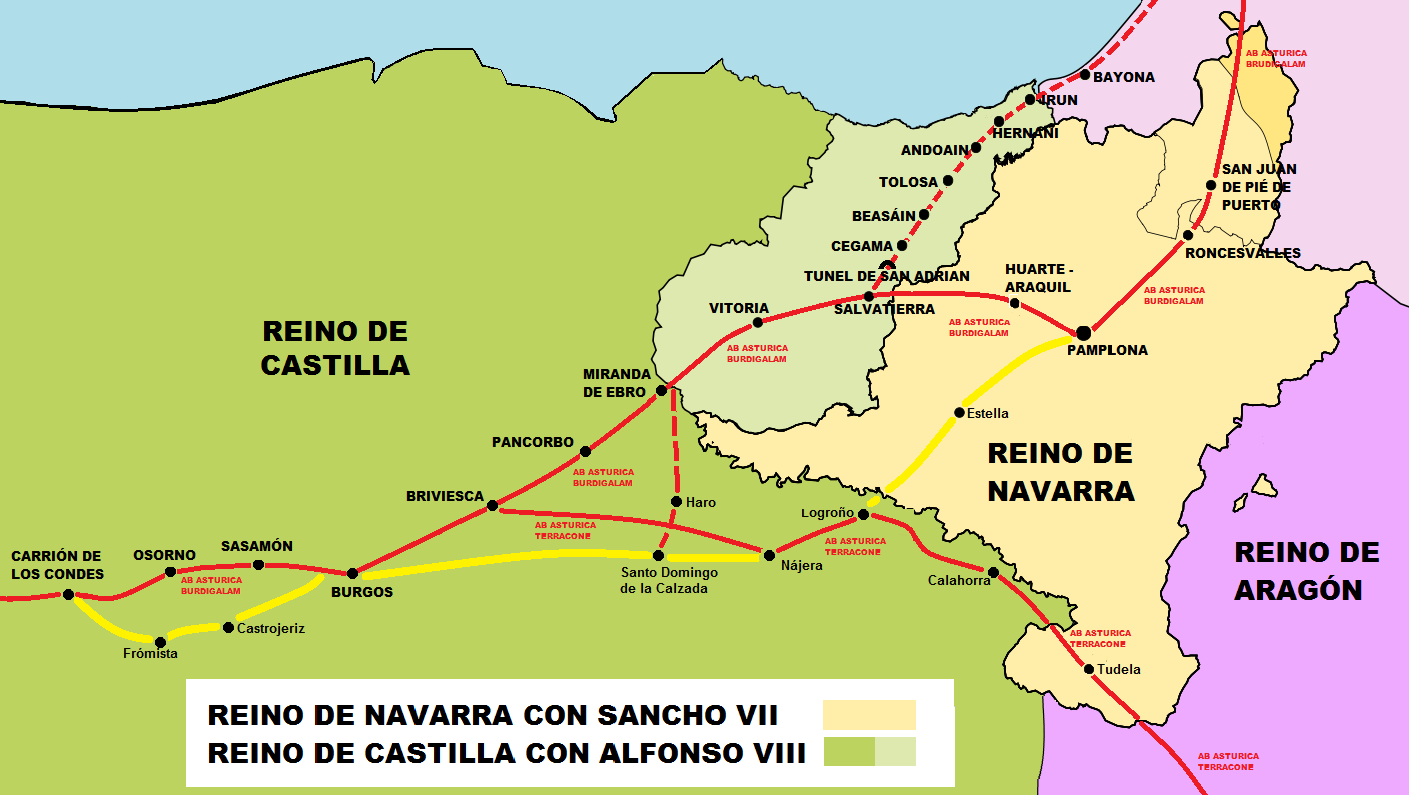
Reinos de Navarra Y Castilla, Los caminos en el. Caminos a Santiago-Calzadas romanas

Sancho el Mayor desvió el camino durante el primer tercio del siglo XI e hizo que su trazado pasara más al sur por un terreno despejado, donde previamente —por necesidades militares— había desarrollado un itinerario protegido con fortalezas que discurría por La Rioja. El nuevo atravesaba los valles del Arga, río Salado y Ega para llegar, inicialmente, hasta algún punto cerca de Logroño, donde cruzaba el Ebro y, a partir de 1095, por la propia ciudad tras repoblarse y repararse su puente. Desde ahí se dirigía a Nájera, continuaba hasta Burgos y, poco antes de llegar, se unía de nuevo con la antigua calzada romana, aunque al salir de la ciudad volvía a abandonarla para proseguir por un camino alternativo hasta Carrión.
Desde Burgos seguiría por Tardajos a Sasamón, Melgar de Fernamental y Osorno hasta Carrión. 
Estos caminos no dejaron de utilizarse pues por asentarse sobre  terrenos más firmes y saneados, siguieron siendo los mejores y más cuidados durante el periodo medieval y moderno, transitados preferentemente por comitivas provistas de medios de transportes lentos y pesados, con mayor equipaje, como hoy mismo sucede. Todavía apeos recientes de villas como Grijalba siguen denominando Calzada Romana o de los peregrinos al viejo Camino Real de Burgos-Melgar a su paso por el término municipal.
A partir de Tardajos el Camino siempre fue malo todo él. Sin infraestructura de ningún tipo, solo pueden verse unas pocas piedras alineadas en intentos aislados de consolidación del paso intentando vencer el barro y no más. A cambio los peregrinos encontraban el refugio de los pueblos, pobres pero pueblos. Este nuevo itinerario, a pesar de la peor calidad del firme, tuvo la ventaja de pasar por más núcleos habitados que la antigua vía romana que discurría al norte.
Sin embargo entre estas dos poblaciones (Melgar y Carrión), el camino de la Vía Romana de Italia a Hispania se denomina en todo su recorrido Camino Francés o Carrera Francesa, nombre habitual para el Camino de Santiago. Existen hitos en esta vía romana que tal vez indiquen el paso del Camino de Santiago por ella. Tal es el caso del Alto de Santiagón.
La muy reciente identificación de este camino como la Vía Romana de Italia a Hispania o la Vía Aquitana parece causa suficiente para que no se conozca nada de su relación con el pasado de peregrinos al no haber sido estudiada como tal por historiadores de ninguna época. Significa esto que, en la inmensa y desolada llanura de Tierra de Campos, en las tierras arcillosa imposibles para el tránsito en tiempo húmedo, el refugio era la infraestructura de la vía romana en primera instancia. Si además se encontraba pueblos mejor.
Avanzando hacia el oeste, una vez pasado Sahagún, la calzada llegaba cerca del río Porma y tras cruzarlo, desde el trazado principal partía un ramal que se dirigía a León. Desde esta ciudad, salía hacia el norte un camino que, cruzando las montañas, la conectaba con Oviedo. Para retomar la calzada, la ruta seguía una vía romana secundaria que pasaba por el actual Valverde y se volvía a unir a la principal cuando franqueaba el río Órbigo. Poco después de este punto llegaba al importante cruce de Astorga, donde finalizaba.
Desde Astorga partía hacia el oeste la antigua vía XIX Bracara Asturicam. Para salvar el obstáculo natural que suponían los montes de León y llegar a Ponferrada, la calzada original pasaba por el puerto del Manzanal. A pesar de que algunos peregrinos usaban este antiguo trazado, se desarrolló un recorrido alternativo, al sur del anterior, que pasaba por el puerto de Foncebadón y que fue mucho más utilizado.
Tras Ponferrada, la calzada cruzaba los ríos Cúa y Burbia por Cacabelos y Villafranca, respectivamente, se internaba por el valle del río Valcarce y pasaba la montaña por Ambasmestas. Aunque poco después de este punto, el camino seguía hasta Lugo, se desarrolló otro itinerario más directo que, dirigiéndose por El Cebrero y Barbadelo, cruzaba el Miño en Puertomarín y volvía a unirse a la antigua ruta romana a la altura de Palas de Rey. Esta proseguía hacia el suroeste hasta llegar al Locus Sancti Iacobi, donde se unía también con la antigua XX per loca maritima que venía desde el área de La Coruña.
La mención más antigua que se conserva del uso como ruta para llegar a Compostela aparece en la Crónica Silense redactada ca. en 1110 y en un pasaje que relataba hechos de Sancho el Mayor ocurridos durante la década de 1030:
ipsis namque Pirineis iugis adusque castrum Nazara quidquid terre infra continetur a potestate paganorum eripiens, iter Sancti Iacobi quod barbárico timore per devia Alave peregrini declinabant absque retractionis obstáculo currere fecit.
“Fallecido el cual, Sancho, su hijo, subió al reino paterno. A quien Dios, viéndolo devoto vengador de la fe cristiana con el sudor de su ejército, no solo le añadió prósperos sucesos, sino que hizo creceré su prole con múltiple generación. Porque desde los mismos montes Pirineos hasta el castillo de Nájera, sacando de la potestad de los paganos cuanto tierra se contiene dentro, hizo sin retroceso el camino de Santiago, que los peregrinos torcían desviándose por Álava, con temor a los bárbaros.”
Un siglo más tarde, el cronista Rodrigo Jiménez de Rada, arzobispo de Toledo en la primera mitad del siglo XIII escribe la Historia de los hechos de España (De rebus hispaniae) por encargo del rey Fernando III el Santo, nieto de Alfonso VIII que abrió la nueva ruta por Bayona –Irun para proteger la dote de su mujer Leonor de Plantagenet, duquesa de Aquitania y condesa de Gascuña, la reinterpretó y modificó sustancialmente. Dirá que Sancho el Mayor llevó el camino por Nájera, Briviesca y de Amaya a Carrión, el mismo camino que antes los peregrinos seguían por Alava y por las sendas extraviadas de Asturias (de Santillana) ante el temor de los árabes. Ya en el siglo XX, R. Menéndez Pidal asumiría la versión de Jiménez de Rada interpretando a su modo que antes de abrirse el camino francés hubo un primitivo itinerario por la costa, que pasaría por Alava y Asturias (de Santillana) y que entraría por Irún; un camino que Sancho el Mayor de Navarra mudaría ya en el siglo XI por Nájera a Briviesca, Amaya y Carrión y más tarde por Santo Domingo de la Calzada, Belorado, Burgos.
El camino primitivo por la Vía Aquitana al parecer y a la luz de los escasos datos que poseemos como hemos indicado, hasta el reinado de Sancho el Mayor la peregrinación pasaba por Álava, sobre la antigua vía romana De Hispania in Aequitania. Ab Asturíca Burdigalam.
Los "caminos extraviados” aludidos, corresponderían en este sector básicamente con la conocida como vía Aquítana número 34 del Itinerario de Antonino, principal eje este-oeste del norte de la Península que canalizaba todo el tráfico caminero de la época, incluidas las aceifas musulmanas.
Alcanzados los años centrales de ese siglo XI, fue ya de uso común el referirse al itinerario como «Camino de Santiago» o «camino de los francos». Se erigieron en él un buen número de hospitales a lo largo de su trayecto, incluyendo los puertos de montaña que presentaban especial dificultad. Para el cruce de los ríos se acondicionaron puentes o se levantaron donde no existían. De esta manera, para finales de la centuria ya había quedado bien establecida la ruta que, con variaciones menores, fue la que usaron los peregrinos durante los siglos siguientes.
El itinerario quedó unido a la antigua ruta desde Oviedo debido a la popularización del culto al Arca Santa durante el siglo XII y que convirtió a este destino en la segunda peregrinación en importancia dentro de la península ibérica. Esto hizo que un buen número de peregrinos se desviase desde León y optasen por seguir a Santiago a través de la antigua capital asturiana, a pesar de tener que utilizar un camino que se consideraba «mal poblado y estéril y mucho mas montuoso que el otro».
Para llegar a Oviedo se dirigían por La Robla, Puente de Alba, La Pola de Gordón, Buiza, Villasimpliz, Villamanín, el puerto de Pajares, Puente de los Fierros, Campomanes, Mamorana, Pola de Lena, Ujo, Mieres del Camino, El Padrún, Olloniego y Manjoya. Después, continuaban hacia Lugo utilizando el antiguo camino por Grado, Salas, Tineo y Castroverde. Tras la ciudad amurallada, proseguían por San Juan del Alto, El Burgo, El Hospital, Retorta y Ferreira de Negral hasta llegar a Libureiro, donde volvían a unirse al camino principal.

## Descripción de La Calzada Vía Aquitania

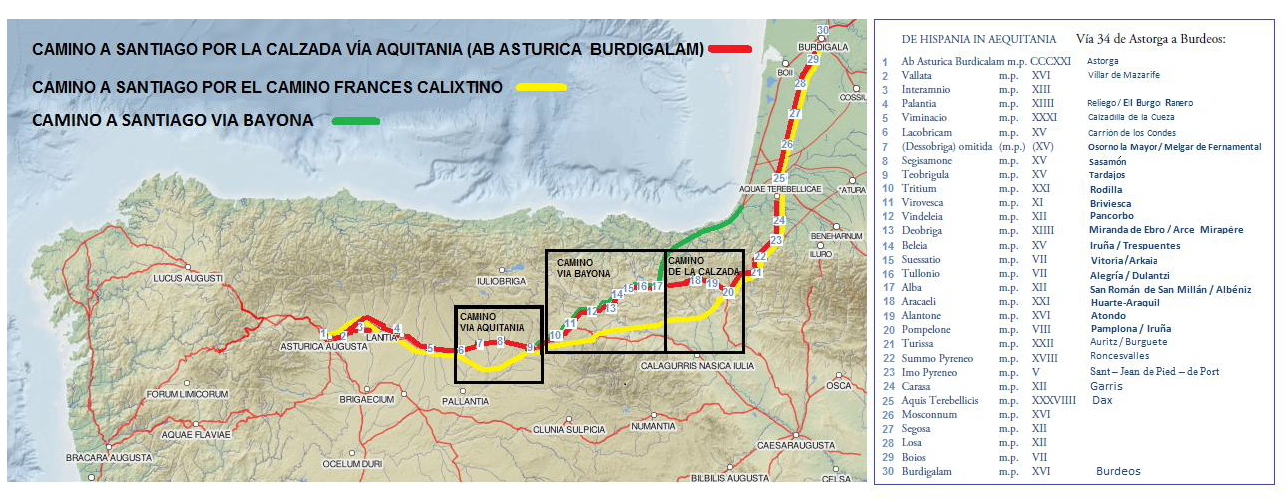
Via XXXIV y el Camino a Santiago. La Calzada Romana Vía Aquitania

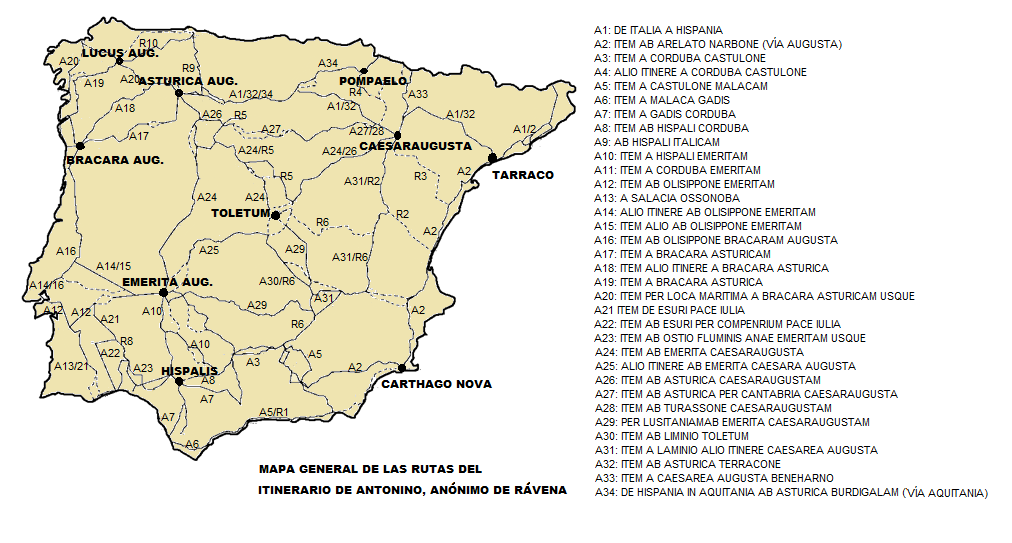
Mapa general itinerario de Antonino

El Camino a Santiago por la Calzada Romana Vía Aquitania, en España empieza en la Mansio romana de Imo Pyreneo (Sant – Jean de Pied – de Port) en la parte francesa de la frontera, continua por el mismo trazado que el Camino  Francés Calixtino  hasta la Mansio Pompelone (Pamplona) y siguiendo por las mansiones de Alatondo (Atondo), Aracaeli (Huarte Araquil), Alba (San Román de San Millán),  Tullonio (Alegría de Álava), Suessatio (Arkaia),  Beleia (Iruña - Trespuentes), Deobriga (Arce Mirapérez – Miranda de Ebro),  Videleia (Pancorbo),  Virovesca (Briviesca),  Tritium (Rodilla), desde Burgos seguimos por el Camino Francés, hasta  Deobrígula  (Tardajos),  y seguimos por Segisamone  (Sasamón), Dessobriga (Osorno la Mayor) (Melgar de Fernamental) y Lacobriga (Carrión de los Condes), para seguir nuevamente por el Camino Francés Calixtino hasta Santiago. 
Existen evidencias del paso de peregrinos durante la Edad Media por el monasterio de Zamartze, en lo que fue la Mansio de Aracaeli, Navarra, en excavaciones realizadas  entre el 2010 y el 2016 con hallazgos de conchas y un bordón de peregrino en tumbas del Monasterio que evidencia el uso de Zamartze como Hospital de peregrinos entre los siglos X y XIV. .

El tramo Vasco – castellano, actualmente conocido como Vía Bayona, volvió a tener  gran importancia a partir de Alfonso VIII que invadió Álava, con un largo asedio a Vitoria,  Guipúzcoa y el Duranguesado,  enlazando con Bayona por el Túnel de San Adrián desde la calzada romana  XXXIV Ab Asturica Burdigalam, a la altura de San Millán / Salvatierra, convirtiéndolo en Camino Real, creando un paso seguro a la frontera Gala por Bayona sin pasar por tierras de su enemigo navarro, se potencia un paso de peregrinos alternativo a Pamplona.  El rey Alfonso X, fomentó el uso de esta ruta fundando entre 1256 y 1268, varias villas, entre ellas la de Salvatierra en Álava, en el punto de unión con la calzada. 
En Sasamón (Burgos), como son la Casa Cuartel y Hospital de atención al peregrino que iba a Santiago de la Orden de Los Templarios, y tenemos muestras Jacobeas en la portada meridional de Santa María de Sasamón, contando la historia conocida como la "del peregrino a Santiago que fue engañado por el diablo". Esta narración, escrita en latín con un fin propagandístico al peregrino, pues se trataba de valorar y de difundir los poderes taumatúrgicos del apóstol Santiago, aparece prosificada en el Codex Calixtinus (Moralejo, Torres, y Feo, 1992) atribuido a San Anselmo de Canterbury. Aparece, también escrito en latín, en un códice del siglo XII de la Catedral de Santo Domingo de la Calzada (España), es la que plasma Gonzalo de Berceo en el número 8 de sus Milagros de Nuestra Señora, da argumento nuevamente, ahora en gallego, a la cantiga n° 26 del rey Alfonso X el Sabio que tiene como protagonistas a Santa María y al romero jacobeo.
En Melgar de Fernamental (Burgos), tenemos testimonio de un Hospital de Peregrinos. “En la declaración de los Alcaldes de la villa para hacer el Catastro del Marqués de la Ensenada, consta la existencia de un Hospital para pobres Peregrinos y del pueblo, cuya renta exponen en un memorial…. Lo cierto es que por aquí pasaban muchos santiagueses, pues en el archivo de la Catedral menciona el sendero de romeros en dirección a Osorno, al describir una finca de su propiedad en 1693, se dice que está a Fuentebuena, y linda con el camino de los romeros. Incautado por el Estado Español en tiempos de la Desamortización, y en éste consta que los templarios estaban establecidos en Sasamón y en Grijalba”.

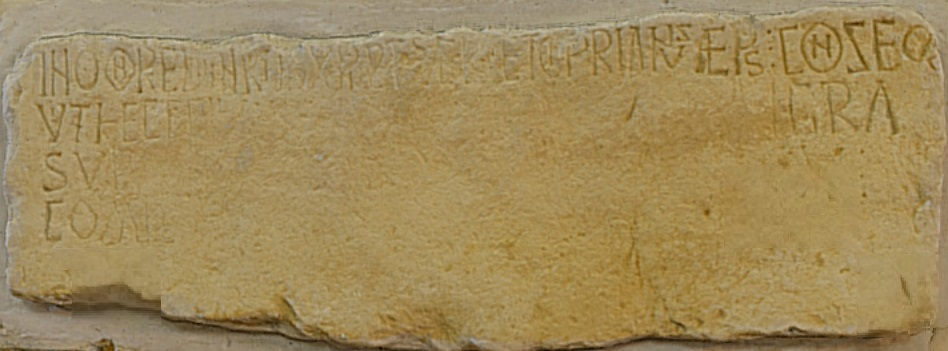
Piedra fundacional hospital peregrinos de Arconada, Palencia

En Arconada, (Palencia) que contó con un priorato y un hospital, este último fundado en 1042 por el conde Gómez Díaz de la poderosa familia Beni Gómez, según vemos en la inscripción fundacional del hospital que guarda la iglesia Santa María de la localidad,  para asistir a los peregrinos en su trayecto a Santiago y que tenía un fin exclusivamente benéfico, según puede verse en las palabras siguientes del conde fundador: "Se me ha ocurrido construir un cenobio de limosnas de pobres y de huéspedes, de esos pobres y esos huéspedes que se agolpan en la estrada, tendida desde los tiempos antiguos para los que van y vienen de San Pedro y Santiago Apóstol". Arconada ya tiene la connotación jacobea,  Camino de Santiago , en el año 1047. Como otras muchas pertenencias del conde, fue donado al monasterio de San Zoilo la institución de patrocinio familiar y el lugar que eligieron como su panteón.
En el tramo de Segisamone (Sasamóm) y Lacobriga (Carrión de los Condes) en la mitad de ambas se sitúa Dessobriga (Osorno), entre las dos mansiones de este tramo, el camino se denomina en todo su recorrido Camino Francés o Carrera Francesa, nombre éste de origen medieval, habitual para los caminos transitados por peregrinos que llegaban desde Francia, pues los primeros peregrinos siempre fueron por las antiguas vías romanas.
En la Alta Edad Media y principios de la Baja Edad Media, los caminos para desplazarse de un lugar a otro, seguían el trazado de las antiguas calzadas romanas, en esta época las obras públicas de ese estilo fueron escasas, y por eso se recurrió a ellas y no iba a ser distinto en este caso hasta que el Rey Alfonso VI de León aprovecha que una riada del río Pisuerga se lleva el puente de Melgar para construir y potenciar el camino por el Puente de Itero en el siglo XI al ser estos terrenos de realengo, desde entonces ambos caminos coexisten cogiendo predominio el Camino Real y al ser este último el mencionado en el Códice Calixtino
"El nuevo camino no supuso, sin embargo, la total desaparición de los anteriores, que por asentarse sobre terrenos más firmes y saneados, siguieron siendo los mejores y más cuidados durante el periodo medieval y moderno, transitados preferentemente por comitivas provistas de medios de transportes lentos y pesados, con mayor equipaje, como hoy mismo sucede. Todavía apeos recientes de villas como Grijalba siguen denominando Calzada Romana o de los peregrinos al viejo Camino Real de Burgos-Melgar a su paso por el término municipal".

## Trazado principal de la ruta por la Calzada Romana - Vía Aquitania

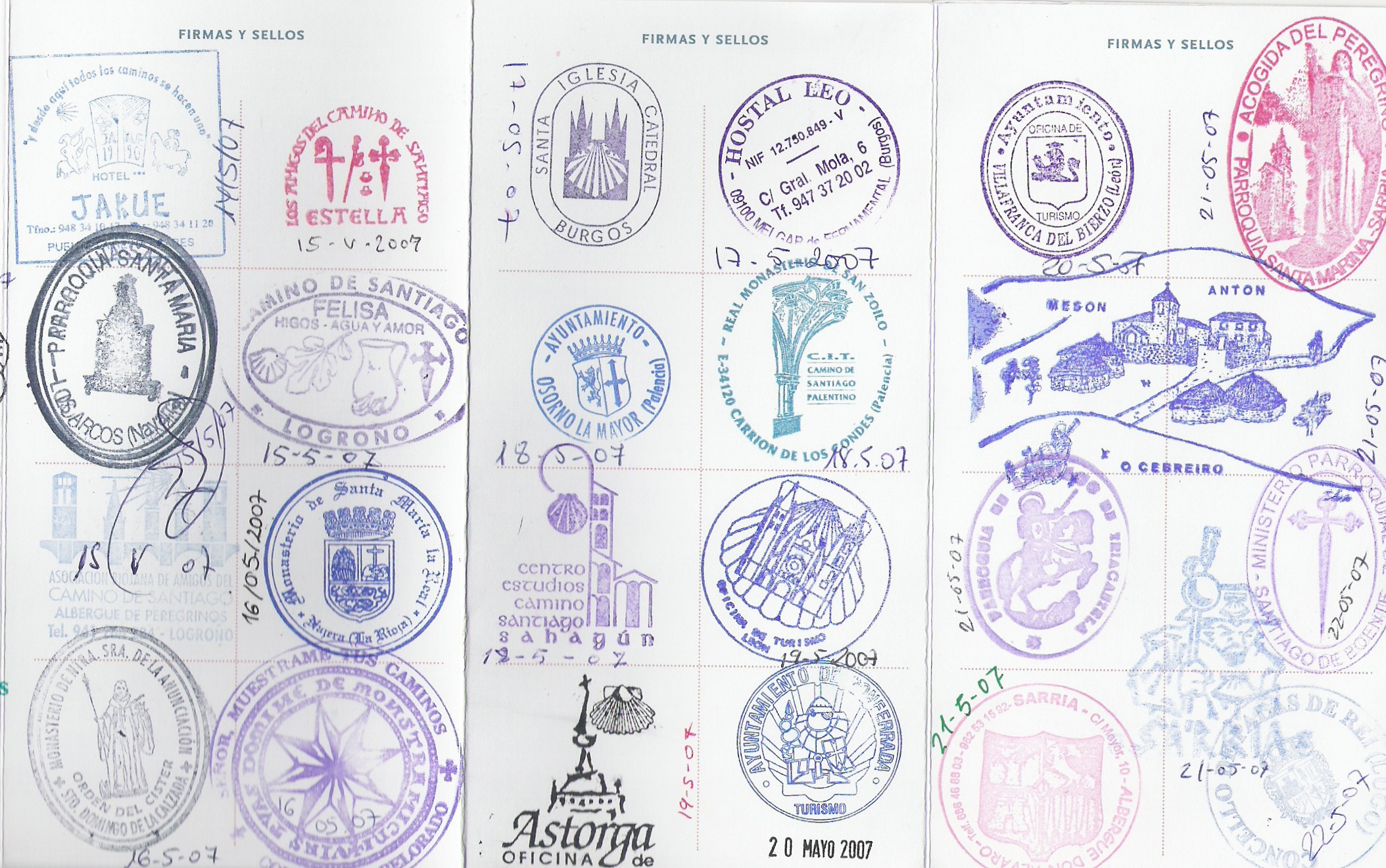
Pilgrim Passport2

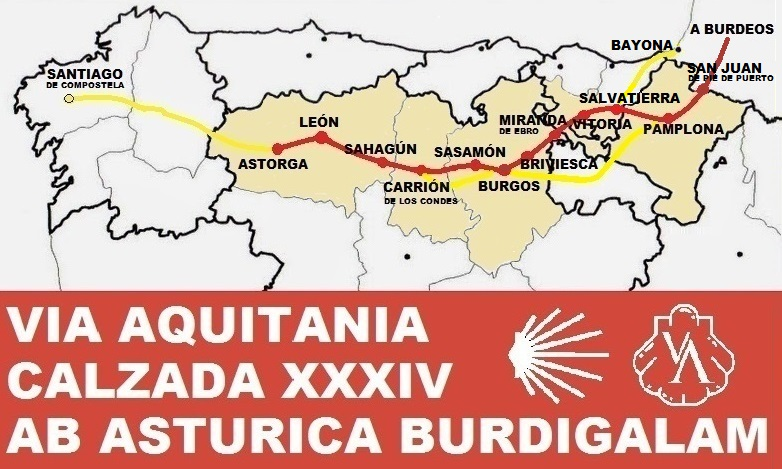
Calzada XXXIV Vía Aquitania. Ab Asturica Burdigalam

### Tramo navarro. Camino de la Barranca/Sakana[41]por la Calzada – Vía Aquitania
| Localidad o municipio | Provincia | A Santiago (km) | Mansio Romana | Milia Passuum |
| --------------------- | --------- | --------------- | ------------- | ------------- |
| Pamplona-Iruña        | Navarra   | 712             | Pompelone     |               |
| Atondo / Iza          | Navarra   | 692             | Alatondo      | VIII          |
| Huarte-Araquil        | Navarra   | 673             | Aracaeli      | XVI           |

### Tramo vasco – castellano. Camino Vía Bayona – Vía Aquitania
| Localidad o municipio             | Provincia | A Santiago (km) | Mansio Romana      | Milia Passuum |
| --------------------------------- | --------- | --------------- | ------------------ | ------------- |
| San Román de San Millán - Albéniz | Álava     | 682             | Alba               |               |
| Alegría-Dulantzi                  | Álava     | 672             | Tullonio           | XII           |
| Arkaia - Vitoria                  | Álava     | 649             | Suessatio          | VII           |
| Iruña de Oca - Trespuentes        | Álava     | 639             | Iruña-Veleia       | VII           |
| Arce-Mirapérez - Miranda de Ebro  | Burgos    | 563             | Deobriga           | XV            |
| Cubo de Bureba / Pancorbo         | Burgos    | 547             | Vindeleia          | XIII          |
| Briviesca                         | Burgos    | 536             | Virovesca          | XII           |
| Monasterio de Rodilla             | Burgos    | 492             | Tritium Autrigonum |               |

### Tramo castellano. Camino Vía Aquitania
| Localidad o municipio          | Provincia         | A Santiago (km) | Mansio Romana | Milia Passuum |
| ------------------------------ | ----------------- | --------------- | ------------- | ------------- |
| Tardajos                       | Burgos            | 482             | Deobrígula    |               |
| Sasamón                        | Burgos            | 463             | Segisamone    | XV            |
| Melgar de Fernamental / Osorno | Burgos / Palencia | 447/436         | Dessobriga    | XV            |
| Carrión de los Condes          | Palencia          | 408             | Lacóbriga     | XV            |

## El Camino Lebaniego Burgales por el Camino Vía Aquitania

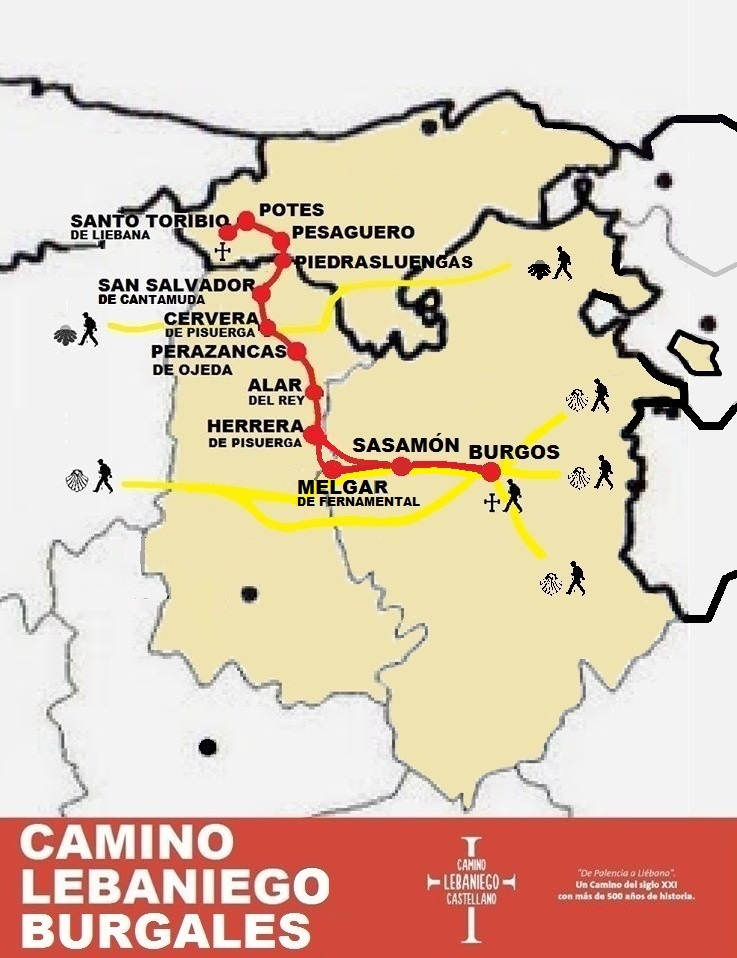
Camino Lebaniego Burgalés
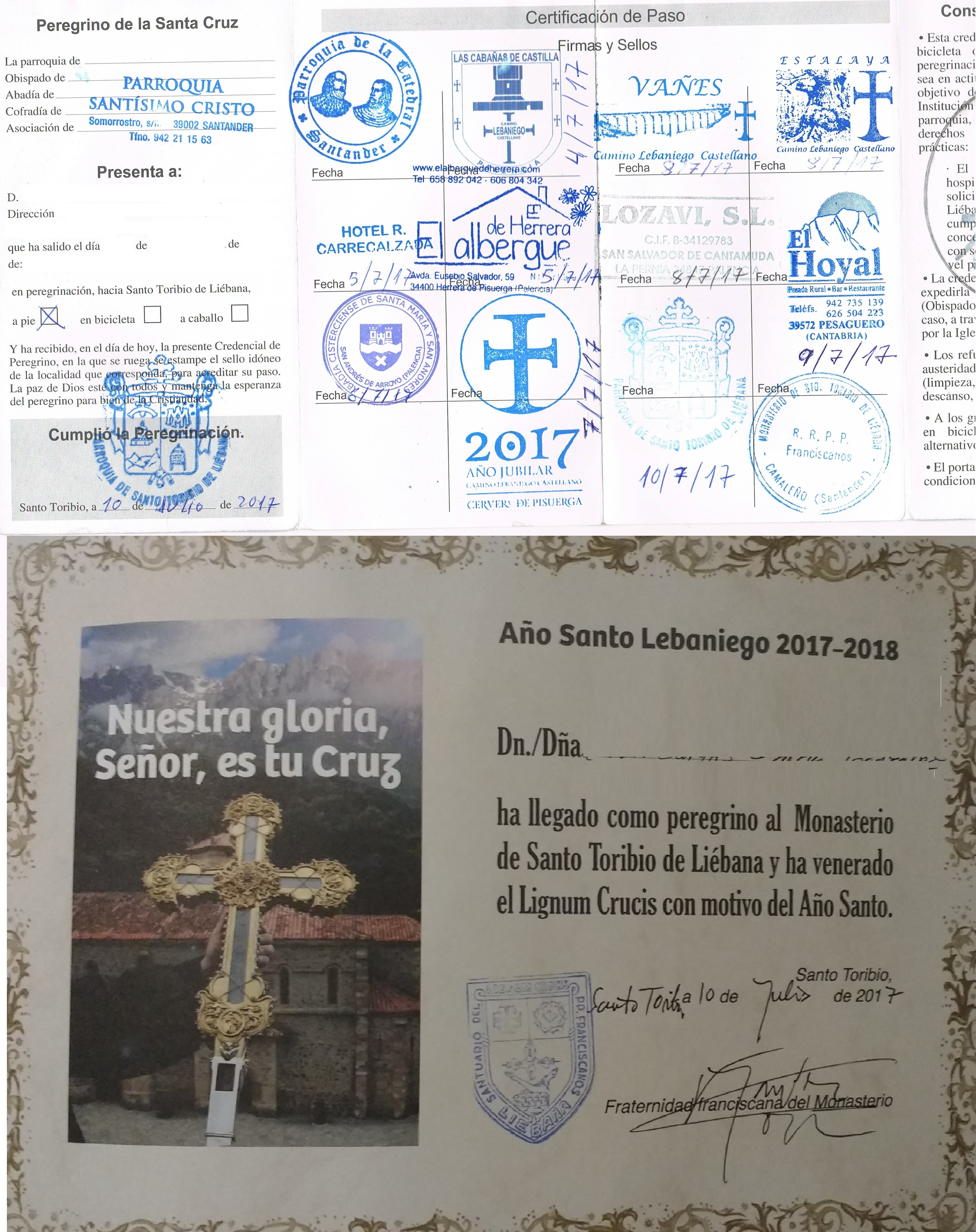
Credencial y Diploma del camino lebaniego castellano
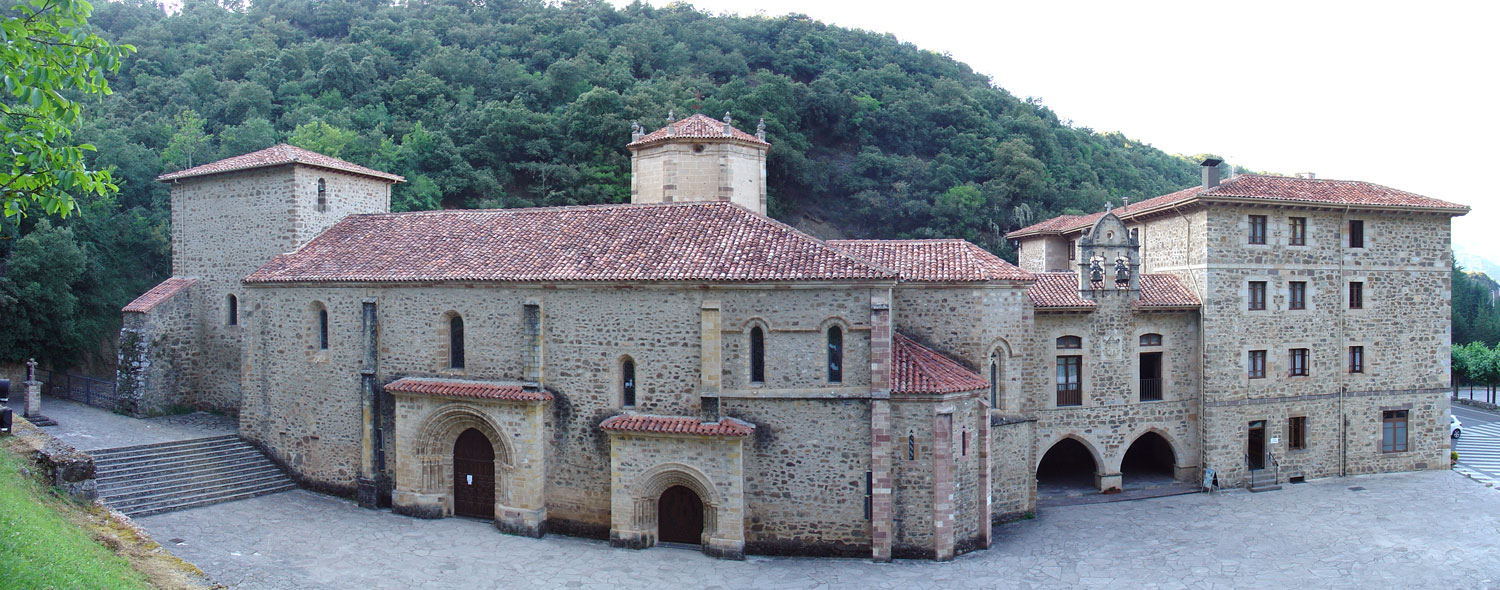
Vista panorámica del Monasterio.
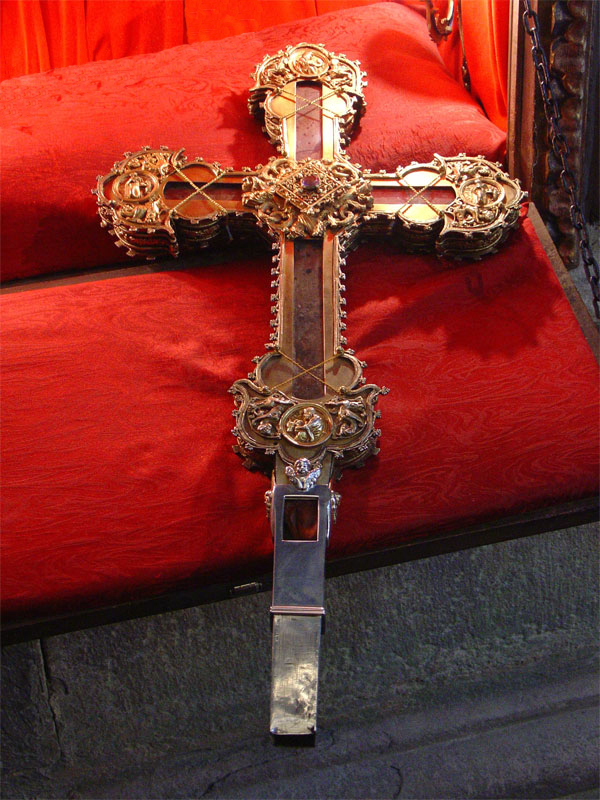
El Lignum Crucis conservado en el monasterio.

Los peregrinos que llegaban desde el este y sureste peninsular lo hacían atreves de Burgos, punto de unión de los distintos caminos de peregrinos, los mismos que usaban para ir a Santiago (Camino Francés, Camino de la Calzada Vía Aquitania, Camino de la Lana por el Levante), desde Burgos seguían por los antiguos caminos de las calzadas romanas, en este caso por la Vía XXXIV, por el actual Camino a Santiago Vía Aquitania  hasta Sasamón y desde aquí por la calzada  de Segisama Iulia a Pisoraca (Herrera de Pisuerga). O seguir desde Sasamón por el camino de La Calzada Vía Aquitania hasta Melgar de Fernamental y desde aquí por el embarcadero de Carrecalzada en el Canal de Castilla seguir por el Camino Lebaniego Castellano. El actual  Monasterio de Santo Toribio de Liébana en Cantabria, es regentado por la orden franciscana, recordando la visita que hizo el Santo tras la audiencia en Burgos con el Rey de Castilla. San Francisco según la tradición, en su camino a Santiago desde Burgos pasó por Santo Toribio de Liébana.

## Recorrido tramo castellano, Camino Vía Aquitania

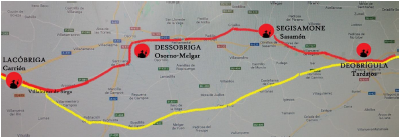
Caminos de Santiago por la ruta Codex Calixtinus y Vía Aquitania
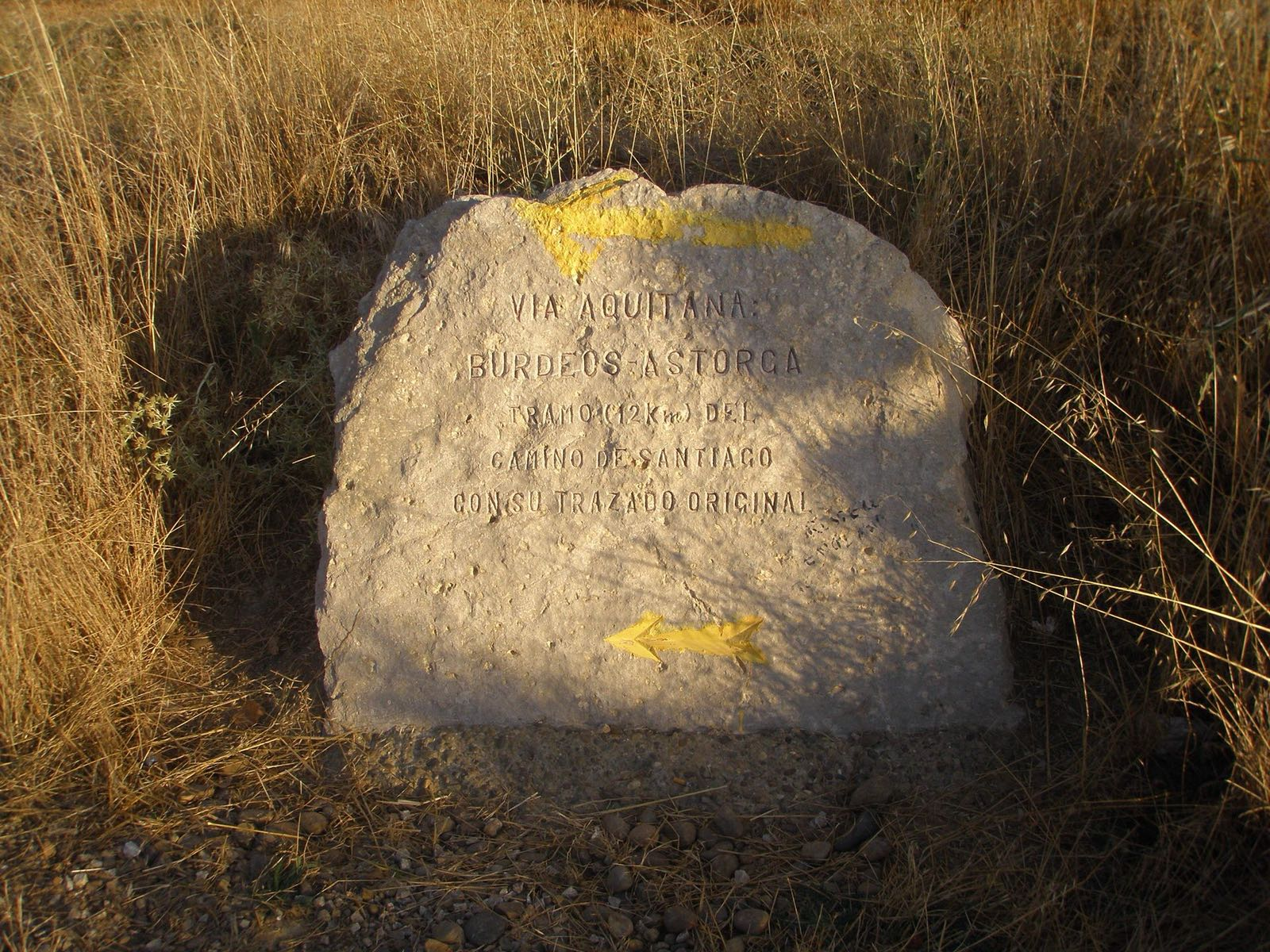
Hito de piedra en el camino francés señalando el reencuentro con la Vía Aquitania a la salida de Carrión de los Condes
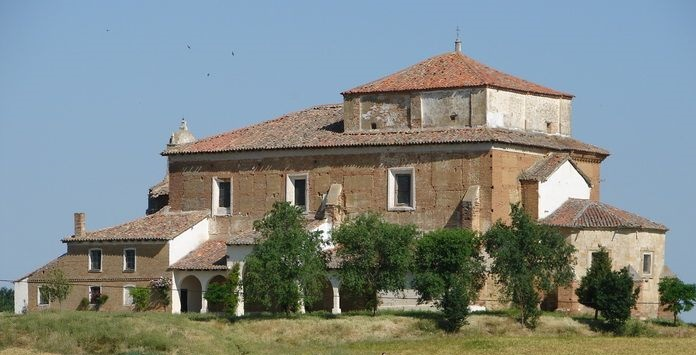
Ermita de la Virgen del Río. Villalcázar de Sirga

El Camino Vía Aquitania empieza en Deobrígula, Tardajos (Burgos)    pasa por Segisamone, Sasamón (Burgos),  aprovecha los caminos de Sirga del Canal de Castilla superpuesto a la calzada en este tramo para bordear por la parte norte el oppidum de Dessobriga entre Melgar de Fernamental (Burgos) y Osorno (Palencia)  y sigue por    Villalcázar de Sirga  (Palencia).
Se une al camino Calixtinus a dos kilómetros y medio pasado Arconada y a un kilómetro y medio del casco urbano de Villalcázar de Sirga, en el camino de sirga del río Ucieza junto a la Ermita de Nuestra Señora del Río, camino recuperado recientemente por los peregrinos y cuyos asentamientos romanos de los alrededores parece que son el origen de la Villa. Ya, en la documentación de 1069, se citaba a esta villa como Villasirga en referencia a la vía o camino que pasaba por sus cercanías por el río Ucieza y que debieron de utilizar los primeros peregrinos desviados de la calzada romana.
"Todavía se denomina “La Sirga”, al viejo Camino Francés, donde confluían, muy cerca de la actual Ermita (del Río), el Camino Norte que recogía los peregrinos que venían por Osorno y Arconada  y el más frecuentado del Este, procedente de Burgos y que atravesando Bohadilla y Frómista, llegaba hasta Villasirga".
“Por aquí pasaba otra de las Vías auxiliares de peregrinación que, entrando al Norte de nuestra provincia, venían desde Osorno en dirección a Villasirga y que se conocía con el nombre de Camino Francés o de los Peregrinos”.
Este es el camino francés primigenio como nos dice en esta cita al hablar de Arconada, Ramón Revilla Vielva, refiriéndose a este tramo como camino francés, pues este camino desde siempre en Palencia se llamó del francés, como indica los mapas de Instituto Geográfico Nacional, conviviendo hasta nuestros días con el nuevo camino francés calixtino
Y desde aquí sigue por el mismo camino hasta los restos de Lacobriga, junto a la iglesia de Nuestra Señora de Belén,  Carrión de los Condes (Palencia). 
Continua a Santiago por el actual Camino de Santiago-Camino Francés, tramo Vía Aquitana

### Localidades y Patrimonio por las que pasa el Camino Vía Aquitania, tramo castellano

#### Burgos
- Tardajos

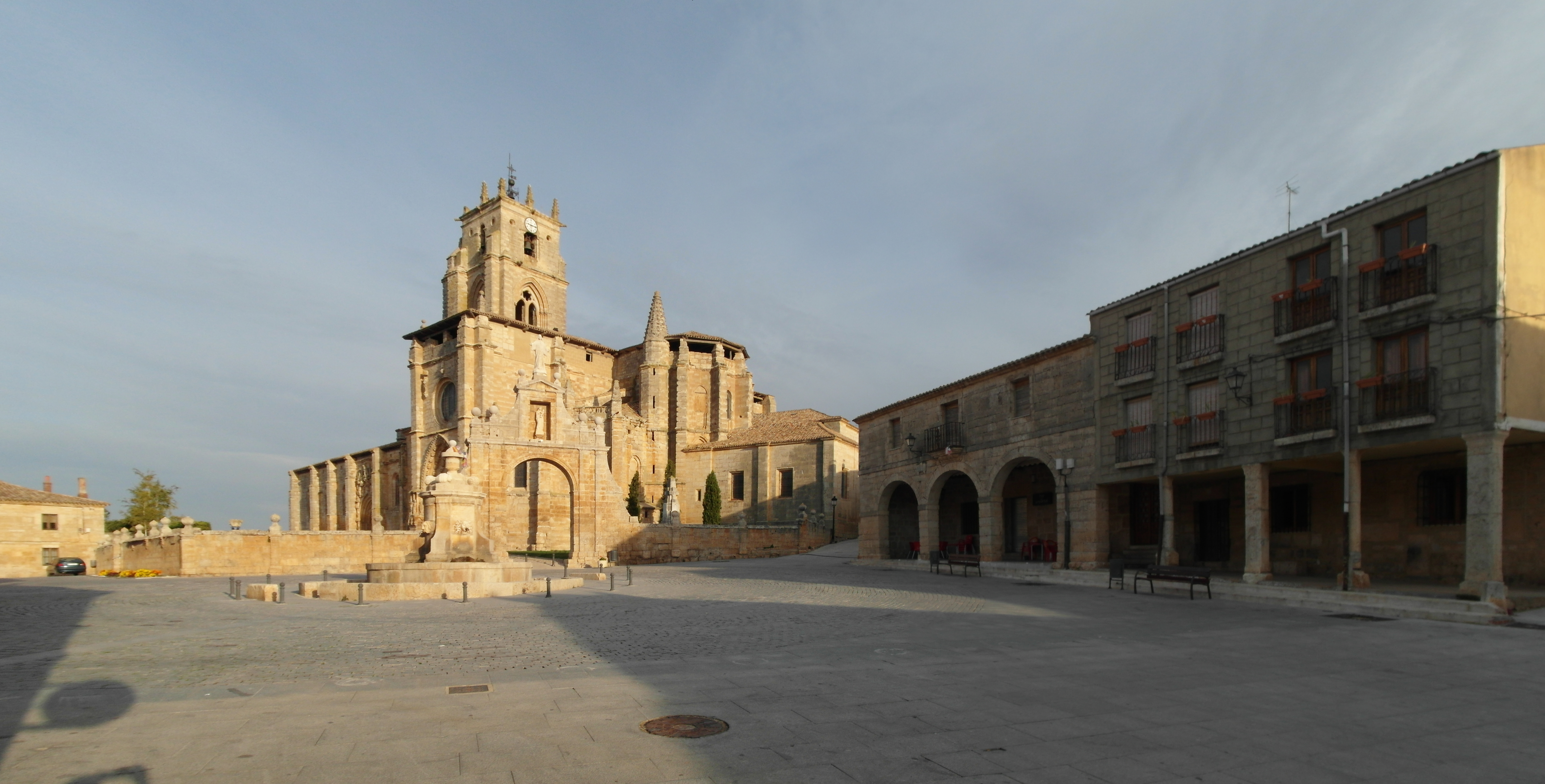
SasamónPlaza de Sasamón.

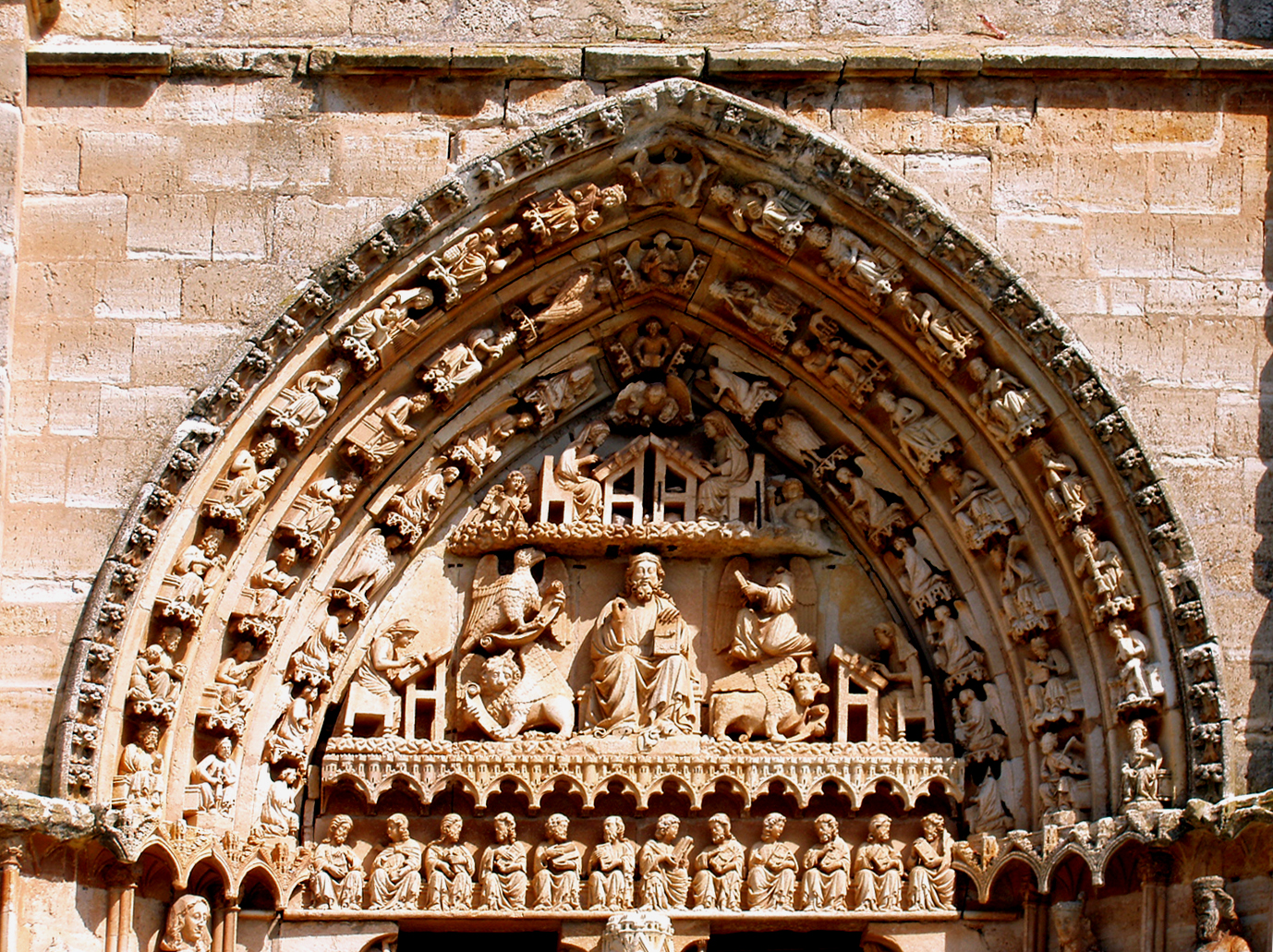
Tímpano del pórtico.

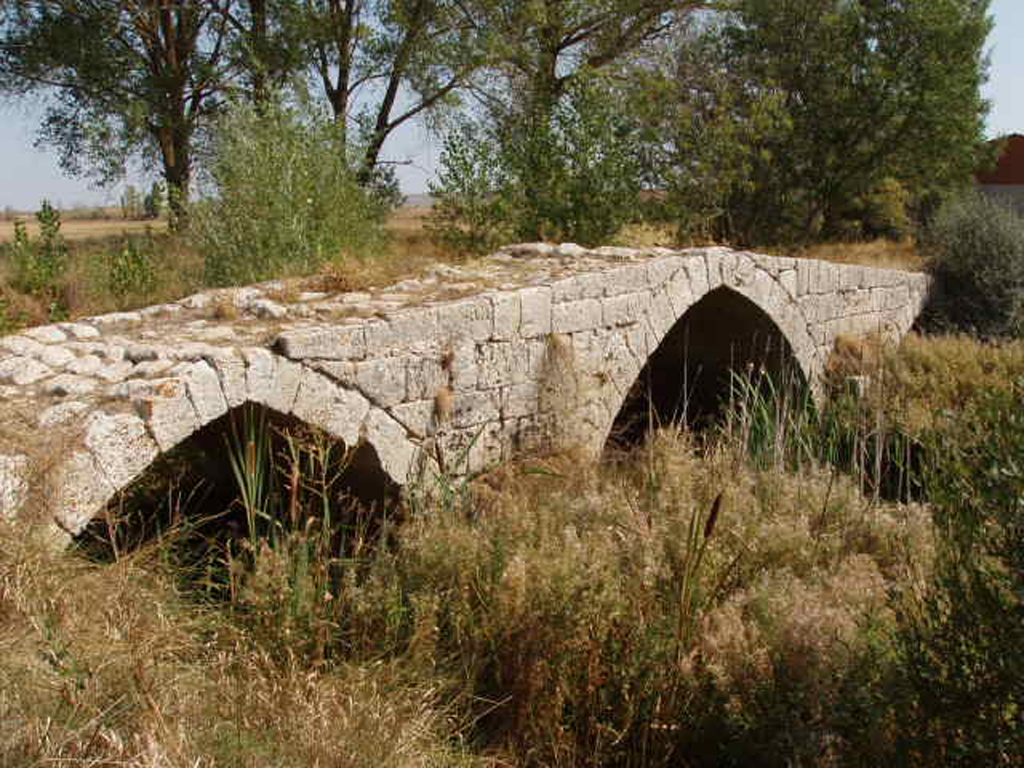
Puente romano de Sasamón.

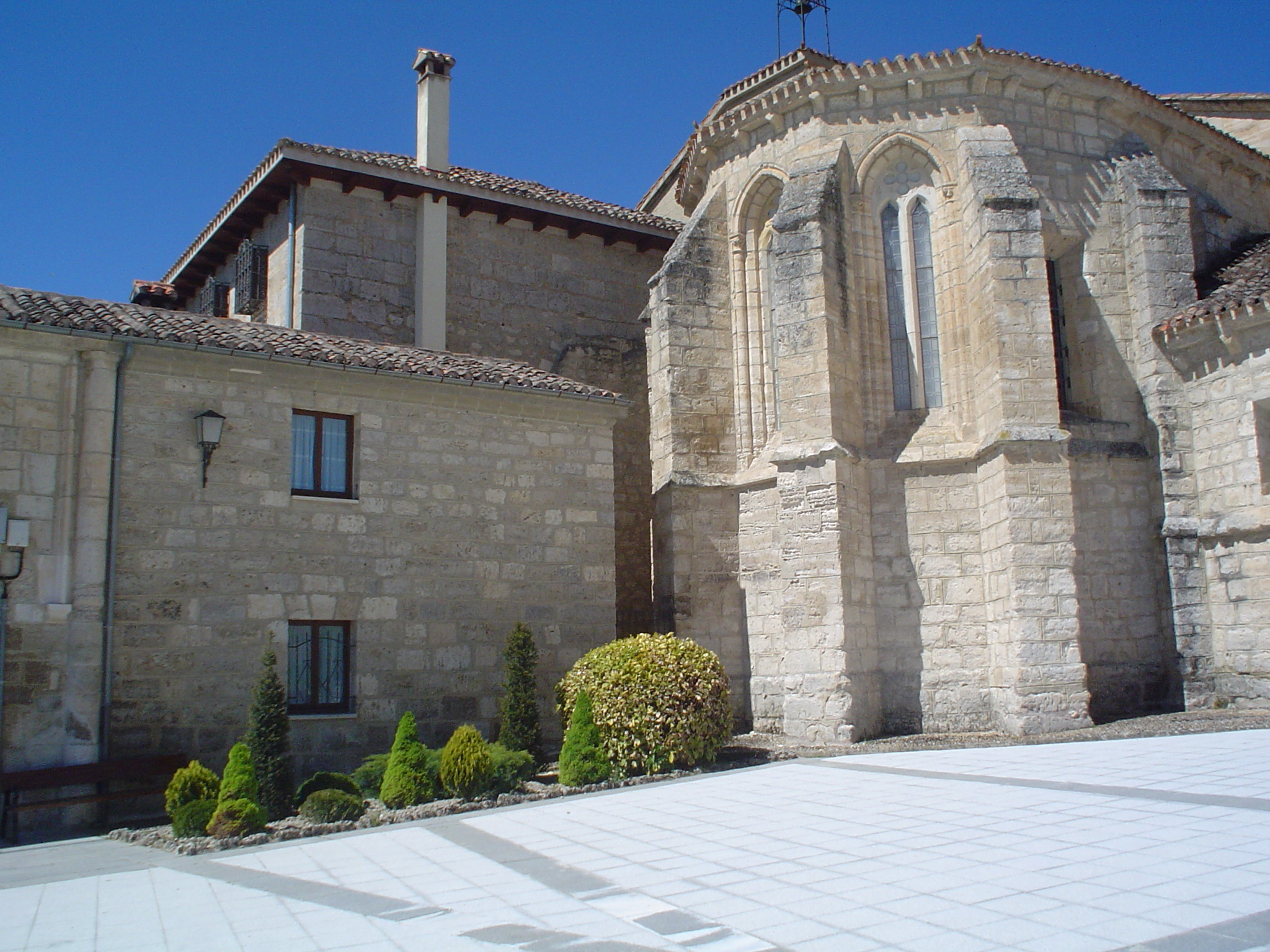
Vista exterior del Monasterio de San Salvador.

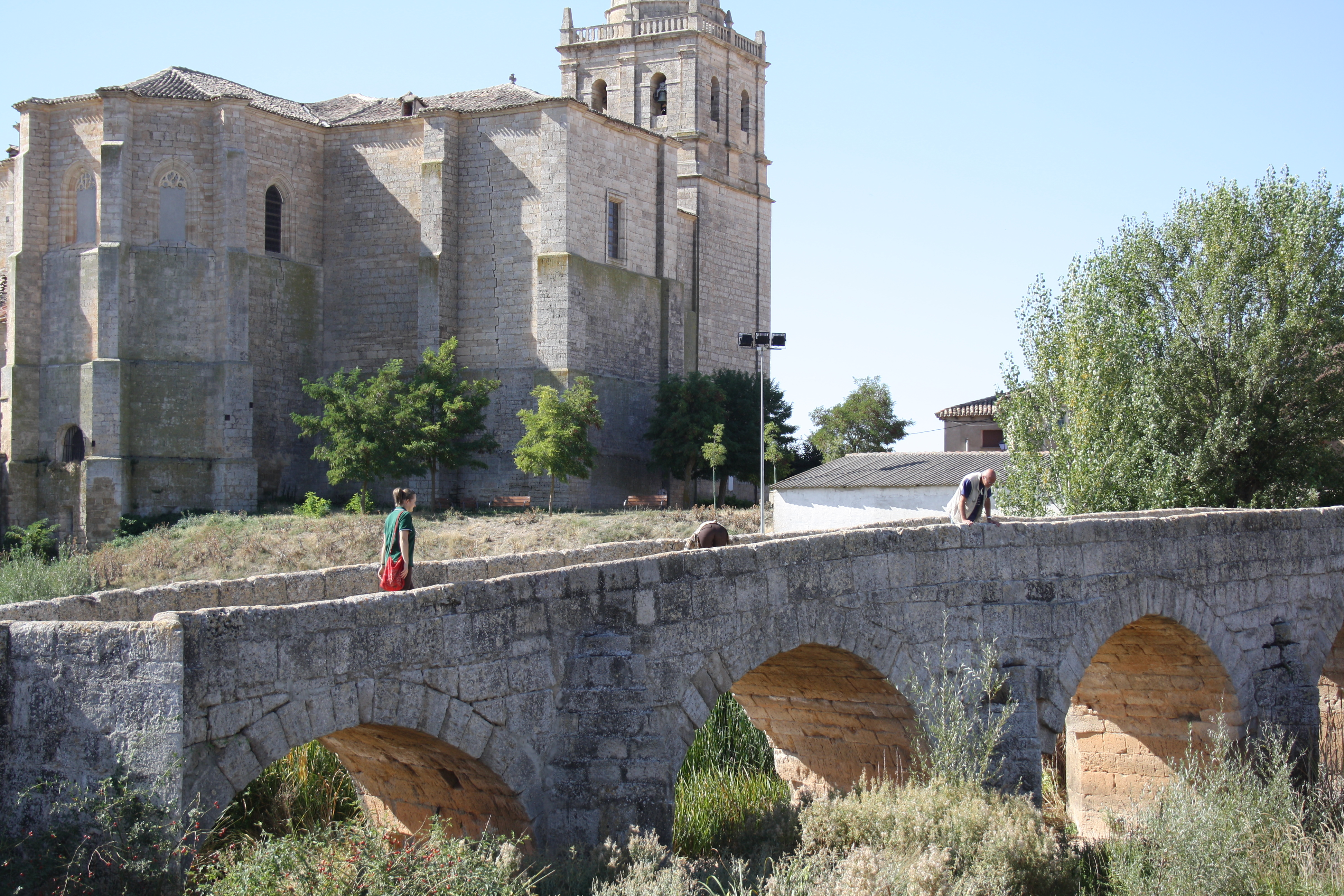
Iglesia de la Asunción de Nuestra Señora y Puente Románico, Villasandino.

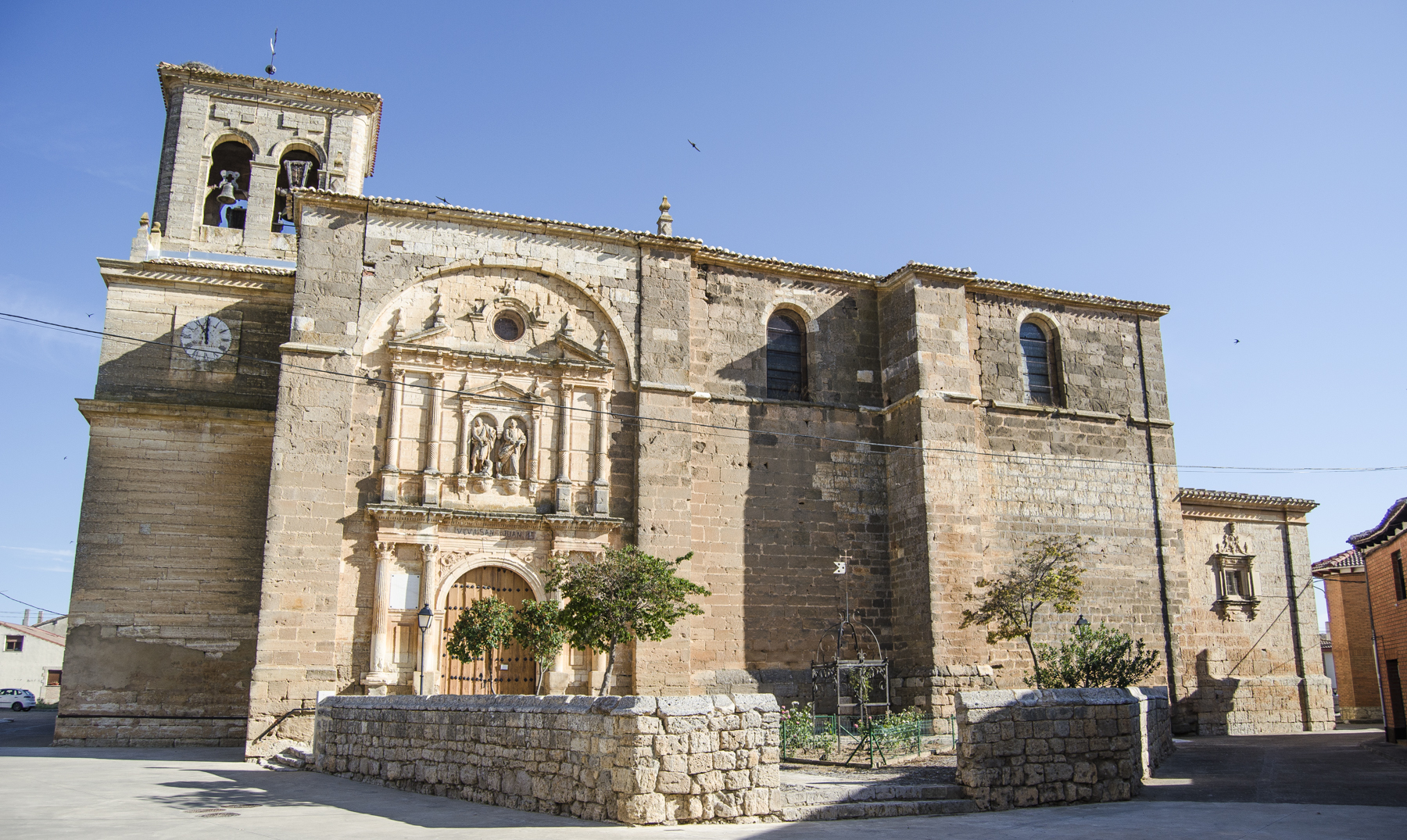
Iglesia Santos Juanes Padilla de Abajo.

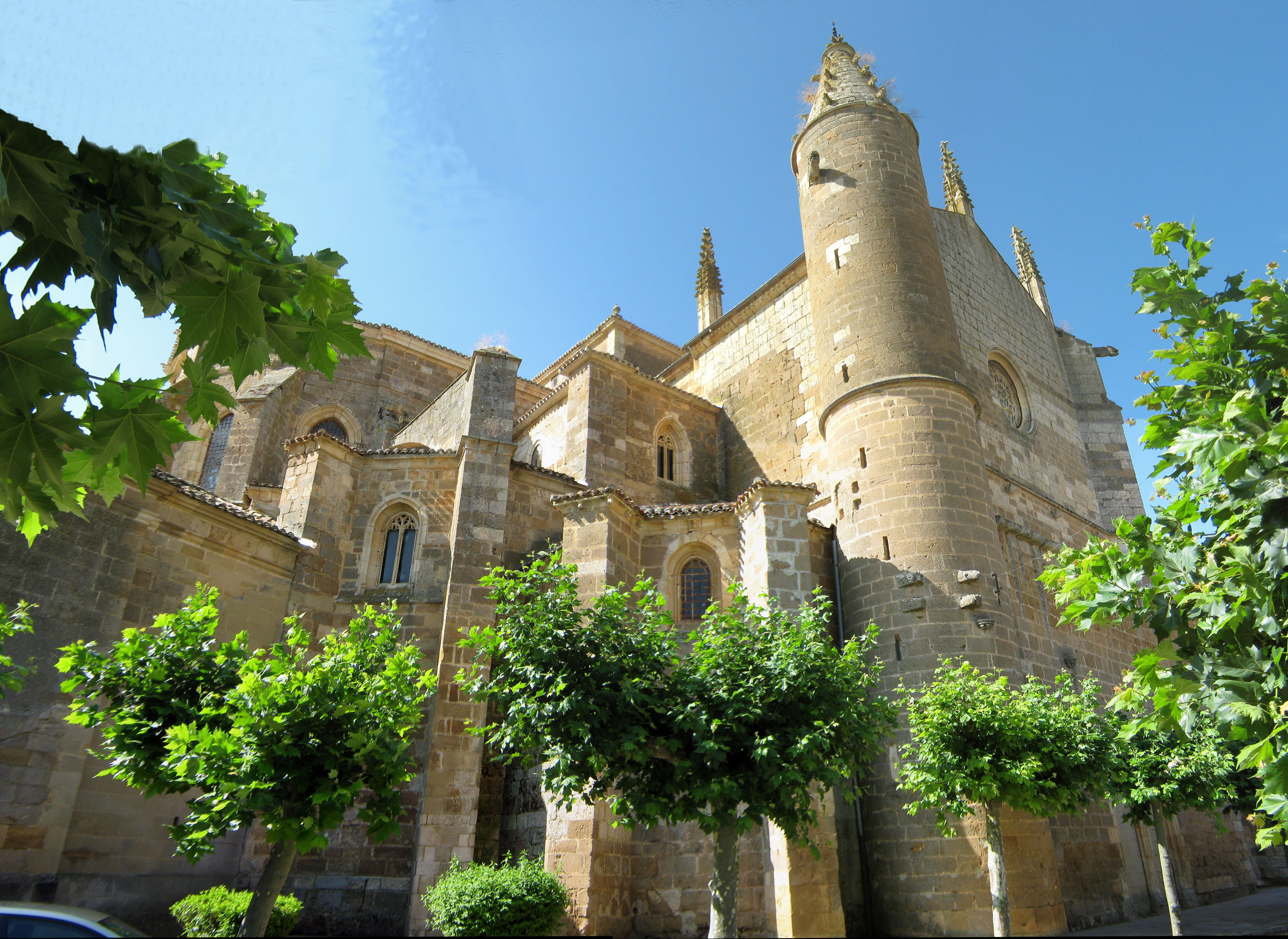
Iglesia de Santa María de la Asunción, Melgar de Fernamental - vista posterior.

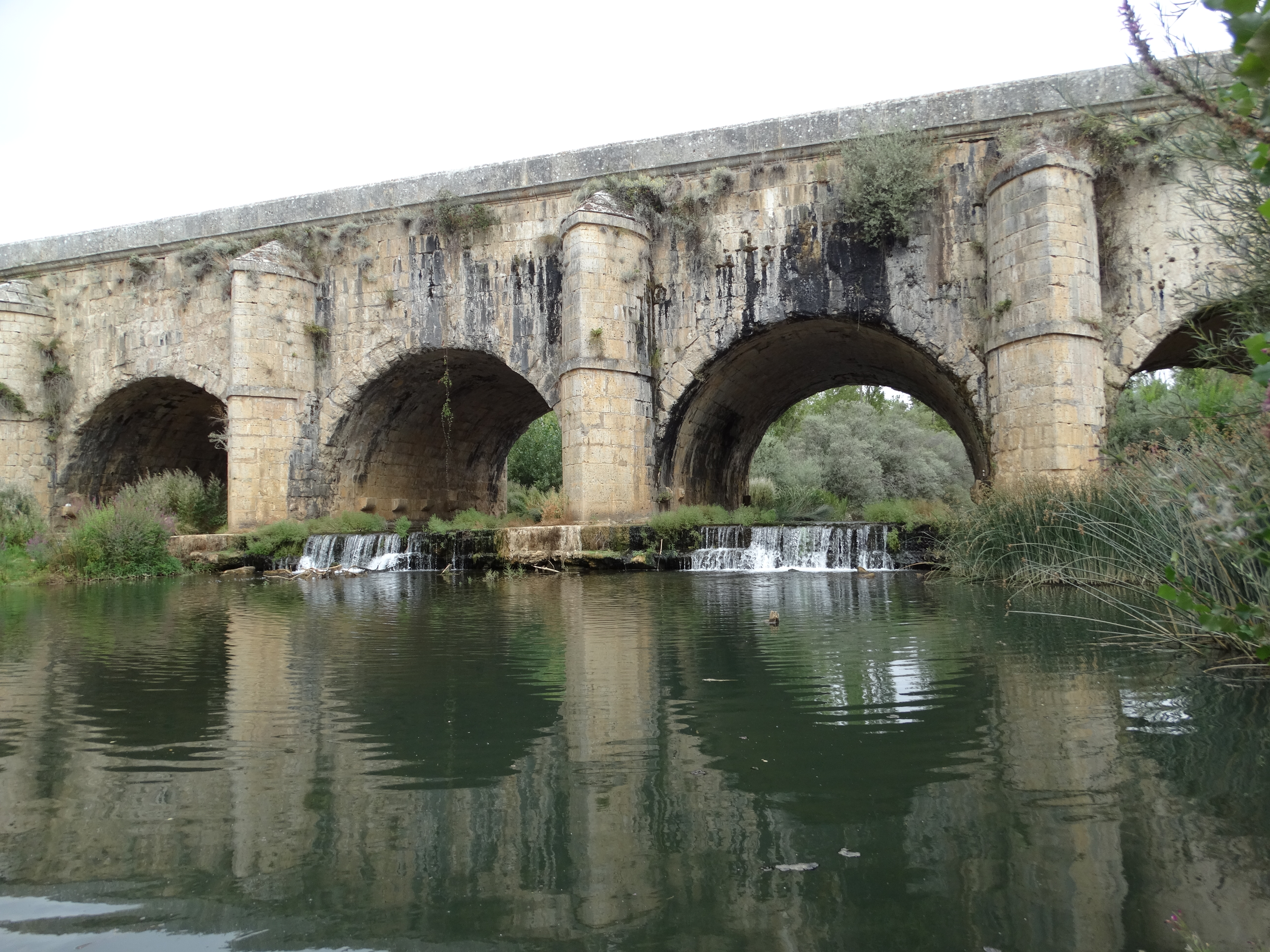
Acueducto de Abánades. Canal de Castill.a

  - Iglesia de la Asunción de Nuestra Señora , Torreón Medieval, con naves góticas y remates barrocos de los siglos XIII al XVI.  Portada del siglo XVIII
- Las Quintanillas
  - Iglesia de San Primitivo y San Facundo
- Palacios de Benaver (Desvío)
  - Iglesia dedicada a san Martín Obispo
  - Monasterio de San Salvador
- Villanueva de Argaño
  - Iglesia Nuestra Señora de la Asunción , con portada románica del siglo XII
- Citores del Páramo
  - Iglesia de San Millán
- Olmillos de Sasamón (Desvío)
  - Iglesia de la Asunción de Nuestra Señora
  - Castillo de Olmillos
- Sasamón
  - Iglesia de Santa María La Real
  - Ermita de San Isidro
  - Cruz de humilladero, del siglo XV
  - Arco de San Miguel de Mazarreros. siglo XII.
  - Puentes romanos. Existen dos puentes romanos sobre el río Brullés, ambos situados a las afueras del casco urbano.
  - Casa Museo de Salaguti
  - Plaza Mayor con la Casa Consistorial
  - Arco de entrada a la villa y muralla
- Grijalba
  - Iglesia de Nuestra Señora de los Reyes. Estilo gótico
- Villasandino (Variante)
  - Iglesia Nuestra Señora de La Asunción de. Estilo herreriano
  - Iglesia de Barriuso. Estilo gótico
  - Puente y arco románico
- Padilla de Abajo
  - Iglesia Parroquial de los Santos Juanes. Estilo gótico tardío y renacentista
  - Ermita de Nuestra Señora del Torreón siglo XIII
  - Milliarios romanos,  siglo I a.c.
- Melgar de Fernamental
  - Iglesia de la Asunción
  - Ayuntamiento
  - Acueducto de Abánades, (o puente del Rey), Obra de mampostería del siglo XVIII que salva el Canal de Castilla a su paso por el río Valdavia. Se encuentra a mitad de camino entre Osorno y Melgar de Fernamental.
  - Ermita de Nuestra Señora de Zorita
  - Ermita de San José
  - San Carlos de Abánades[45]

#### Palencia
- Osorno (Osorno la Mayor)
  - Yacimiento de Dessobriga

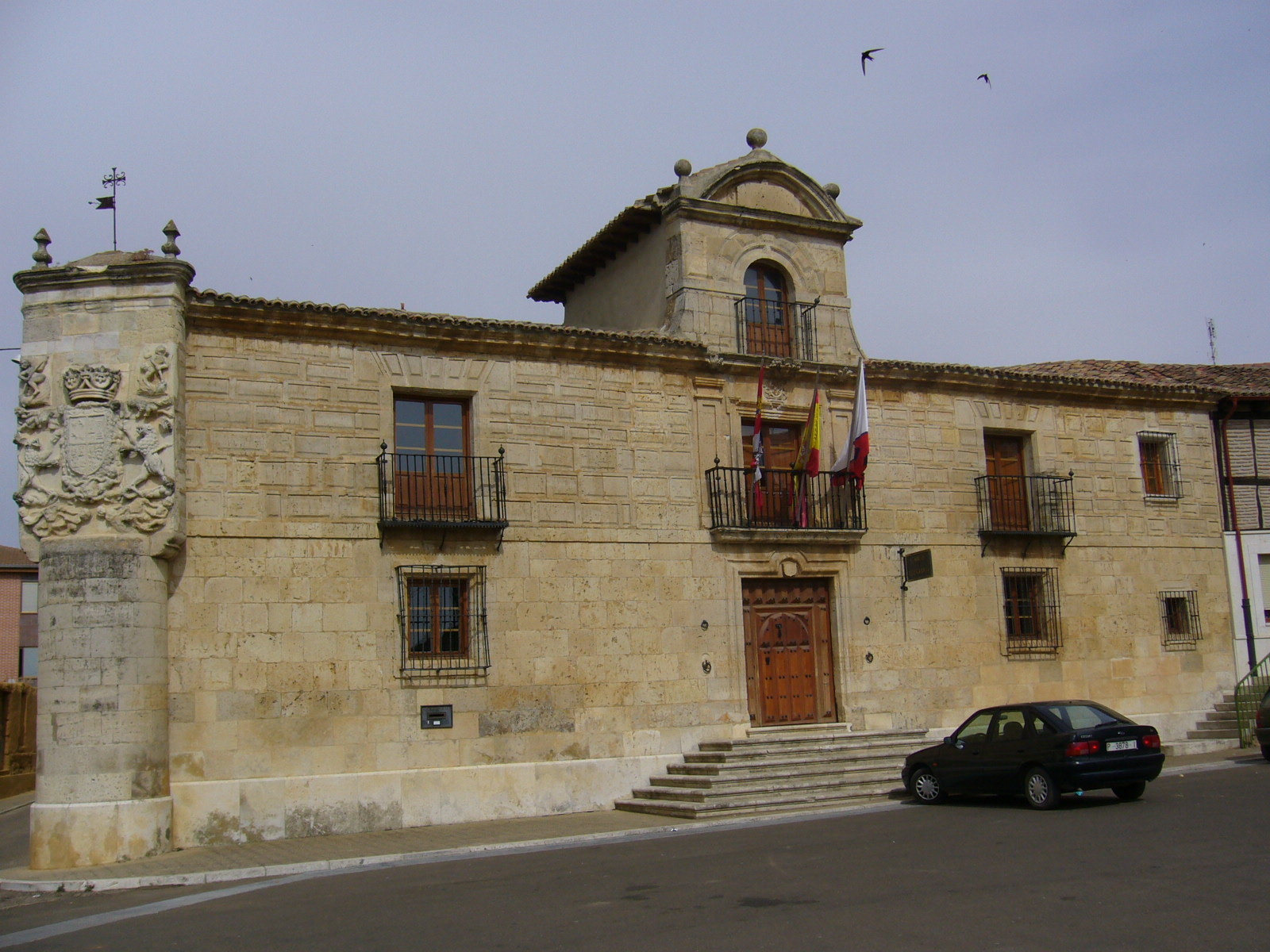
Casa consistorial de Osorno la Mayor

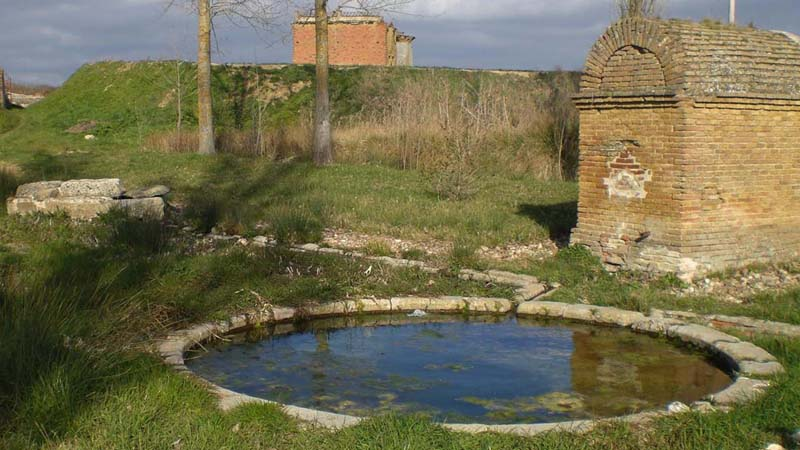
Fuente romana de Arconada, Palencia

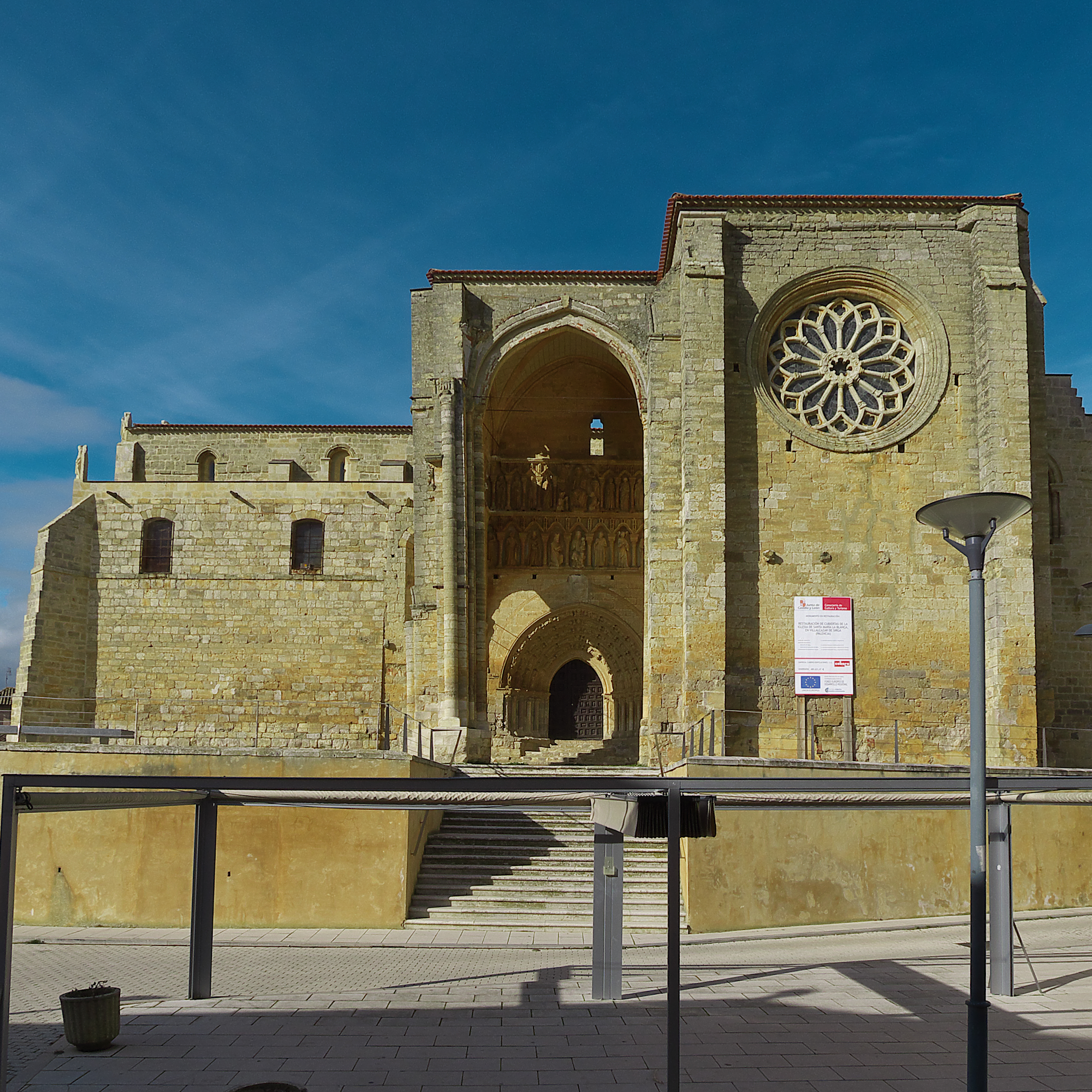
Santa María de Villasirga (Villalcázar de Sirga). Fachada

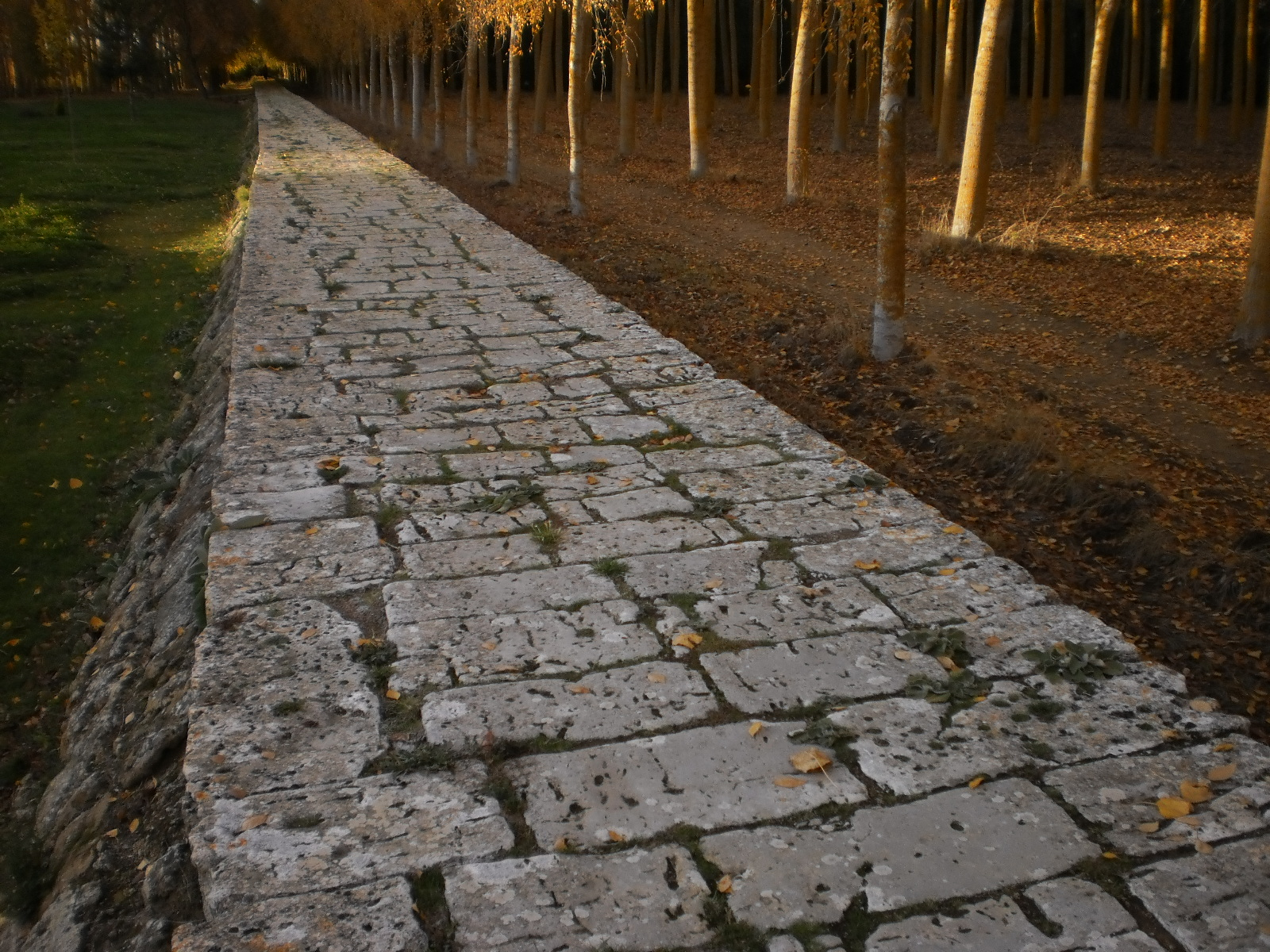
Calzada de Piedra Carrión de los Condes

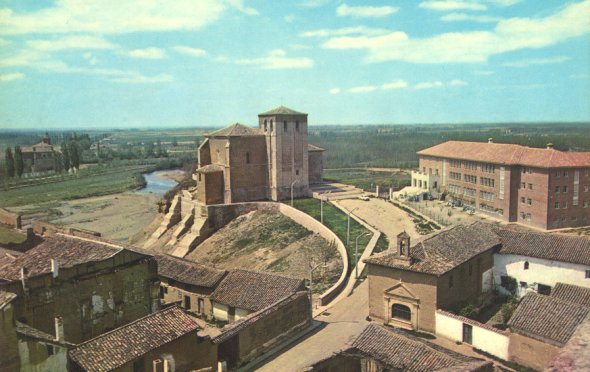
Nuestra Señora de Belén, Carrión de los Condes

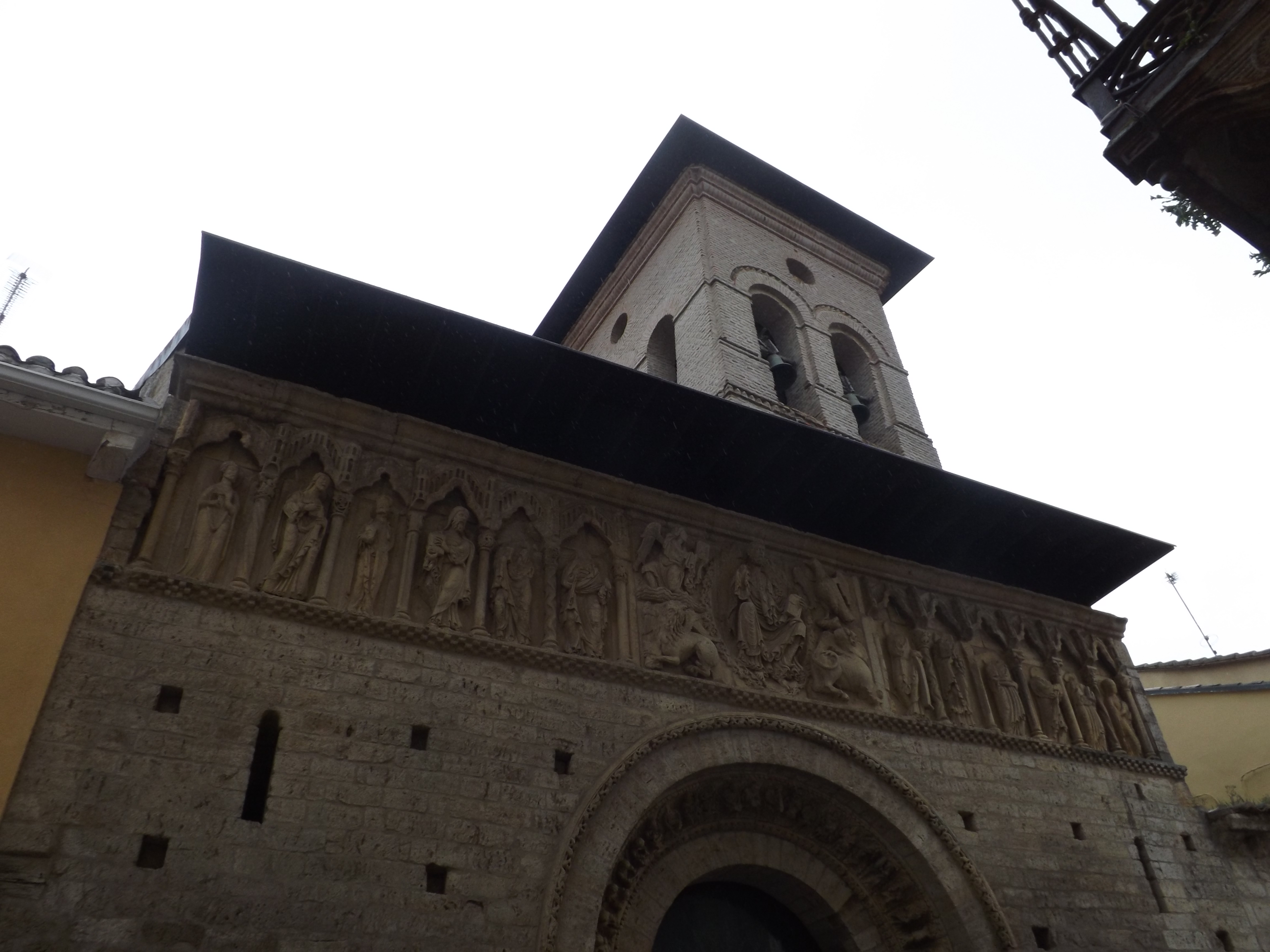
Portada de Santiago de Carrión de los Condes

  - Ayuntamiento: Palacio Blasonado del siglo XVII.
  - Iglesia parroquial de la Asunción: De origen románico, la fábrica actual es del siglo XV. Altar mayor rococó, con buenas tallas del siglo XVI de la escuela de Felipe Bigarny.  Se conserva además una pila bautismal románica,
  - Ermita de la Piedad: Ermita mudéjar en la que destaca su artesonado mudéjar del siglo XVI.
  - Yacimiento del Dolmen de la Velilla: Megalito funerario, con enterramientos colectivos.
  - Ermita de Ronte: Ubicada junto al Río Boedo, santuario de la patrona del pueblo.
  - Camino Lebaniego Castellano
  - Acueducto del río Vallarna
  - esclusa 15 del Canal de Castilla
- Las Cabañas de Castilla
  - Iglesia de Nuestra Señora de la Purificación, Estilo gótico
  - Castillo de Las Cabañas, siglo XV
  - Puente del Canal de Castilla
- Santillana de Campos
  - Iglesia de Santa juliana
- Arconada
  - Iglesia parroquial de Santa María,  una nave con crucero, conserva artesonado mudéjar y un retablo mayor barroco.
  - Pilas de lavar de época romana situadas en un lavadero público, ya en desuso.
  - Fuente de época romana que vierte sus aguas a través de un canal de piedra a un pilón circular.
  - Fuente de época mudéjar.
  - Numerosos palomares del clásico estilo circular.
- Villalcázar de Sirga
  - Iglesia de Santa María
  - Hospital Real de las Tiendas o de Santiago
  - Ermita de Nuestra Señora del Río
- Carrión de los Condes
  - Iglesia de Santa María del Camino, románica del siglo XII (Bien de Interés Cultural)
  - Iglesia de Santiago, románica del siglo XIII (Bien de Interés Cultural)
  - Monasterio de Santa Clara, siglo XIII.
  - Monasterio de San Zoilo (siglo XI-XVI), con un magnífico claustro plateresco. (Bien de Interés Cultural)
  - Iglesia de Nuestra Señora de Belén (siglos XVI-XVII). En sus proximidades se situaba la mansio de Lacóbriga.
  - Iglesia de San Andrés Apóstol.
  - Iglesia de San Julián
  - Ayuntamiento
  - Casa de la Cultura
  - Calzada de Piedra

## Citas bibliográficas
- Argüelles Álvarez, Patricia-Ana (2016). «Comunicaciones históricas en la región de Asturias desde tiempos antiguos hasta siglos medievales. El caso del viario romano en el sector transmontano». Tesis doctoral (U.N.E.D.). Consultado el 23 de diciembre de 2017.
- Martinez García, Luis (2004). «El Camino de Santiago. Una visión histórica desde Burgos». Publicaciones de Caja Circulo (Caja Circulo): 130-131. ISBN 84-89805-12-1.
- López Alsina, Fernando (1994). «El Camino de Santiago; realidad histórica y tema historiográfico».  En de la Iglesia Duarte, José Ignacio, ed. IV Semana de Estudios Medievales : Nájera, 2 al 6 de agosto de 1994. Instituto de Estudios Riojanos. pp. 89-104. ISBN 84-87252-34-6.
- Monsalvo Antón, José María (2010). Atlas histórico de la España Medieval. Síntess. ISBN 978-84-975666-8-1.
- Moreno Gallo, Isaac (2002). «Ingeniería romana en los caminos de Santiago». Publicaciones de la Institución Tello Téllez de Meneses (Institución Tello Téllez de Meneses) (73): 335-364. ISSN 0210-7317. Consultado el 26 de diciembre de 2017.
- Rucquoi, Adeline (1981). «Peregrinos medievales». Tiempo de Historia (75): 82-99. Consultado el 27 de marzo de 2017.
- Suárez Otero, José (2003). «Del Locus Sancti Iacobi al burgo de Compostela».  En Portela Silva, E., ed. Historia de la ciudad de Santiago de Compostela. Universidad de Santiago de Compostela. pp. 49-77. ISBN 9788497501378.
- Vázquez de Parga, Luis; Lacarra, José M.ª; Uría Ríu, Juan (1948). Las peregrinaciones a Santiago de Compostela (PDF de 101 Mgb) I. Madrid: Consejo Superior de Investigaciones Científicas. Consultado el 17 de mayo de 2017.
- Vázquez de Parga, Luis; Lacarra, José M.ª; Uría Ríu, Juan (1949a). Las peregrinaciones a Santiago de Compostela (PDF de 105 Mgb) II. Madrid: Consejo Superior de Investigaciones Científicas. Consultado el 17 de mayo de 2017.
- Vázquez de Parga, Luis; Lacarra, José M.ª; Uría Ríu, Juan (1949b). Las peregrinaciones a Santiago de Compostela (PDF de 70 Mgb) III. Madrid: Consejo Superior de Investigaciones Científicas. Consultado el 17 de mayo de 2017.

## Citas
1. ↑  Suárez Otero y Caamaño Gesto, 2003, p. 37.
2. ↑  Argüelles Álvarez, 2016, p. 812.
3. 1 2 3 4  Monsalvo Antón, 2010, p. 38.
4. ↑  Argüelles Álvarez, 2016, p. 130.
5. ↑  Argüelles Álvarez, 2016, pp. 130-131.
6. ↑  Argüelles Álvarez, 2016, p. 599.
7. 1 2  Vázquez de Parga, Lacarra y Uría Ríu, 1949a, p. 15.
8. ↑  Vázquez de Parga, Lacarra y Uría Ríu, 1949a, pp. 17-18.
9. ↑  Moreno Gallo, 2002, pp. 342-343.
10. 1 2  Moreno Gallo, 2002, pp. 348-349.
11. ↑  Martinez García, 2004, pp. 130.
12. ↑  Moreno Gallo, 2002, pp. 350.
13. ↑  Moreno Gallo, 2002, pp. 351.
14. ↑  Moreno Gallo, 2002, pp. 350-356.
15. ↑  Vázquez de Parga, Lacarra y Uría Ríu, 1949a, p. 457.
16. ↑  Moreno Gallo, 2002, p. 357.
17. 1 2  Moreno Gallo, 2002, p. 358.
18. ↑  Vázquez de Parga, Lacarra y Uría Ríu, 1949a, p. 312.
19. ↑  Sáez Taboada, 2002, pp. 395-396.
20. 1 2  Vázquez de Parga, Lacarra y Uría Ríu, 1949a, p. 12.
21. ↑  Manuel Gómez  Moreno, Introducción a la Historia silense: con versión castellana de la misma y de la Cronica de Sampiro. Madrid, Centro de Estudios Históricos, 1921.,.
22. ↑  Martínez García Luis, El Camino de Santiago: una visión histórica desde Burgos, Cajacírculo, 2004, Burgos,.
23. ↑  Moreno Gallo, 2002.
24. ↑  Salvador Domingo Mena, Caminos burgaleses: los caminos del norte (siglos XV Y XVI), Tesis doctoral dirigida por Juan José García González. Universidad de Burgos,.
25. ↑  López Alsina, 1994, p. 99.
26. 1 2 3  Vázquez de Parga, Lacarra y Uría Ríu, 1949a, pp. 23-24.
27. ↑  Vázquez de Parga, Lacarra y Uría Ríu, 1949a, pp. 457-462.
28. ↑  Vázquez de Parga, Lacarra y Uría Ríu, 1949a, p. 463.
29. ↑  Vázquez de Parga, Lacarra y Uría Ríu, 1949a, pp. 464-475.
30. ↑  Vázquez de Parga, Lacarra y Uría Ríu, 1949a, pp. 591-592.
31. ↑  Rucquoi, Michaud-Fréjaville y Picone, 2018.
32. ↑  https://www.arteguias.com/monasterio/monasteriozamartze.htm
33. ↑  http://www.vallenajerilla.com/berceo/alvareztejedor/semioticaspect.htm
34. ↑   Boletín de la C. P. de Monumentos, núm. 46. Estudio de L. Huidobro
35. ↑   (Noticias del archivo parroquial)… Cartulario de la Catedral de Burgos
36. ↑  https://sketchfab.com/3d-models/inscripcion-fundacional-1042-arconada-08f6b45da4684de5aa90992fc00ee867
37. ↑  PÉREZ DE URBEL, Justo. El Monasterio en la vida española de la Edad Media. Barcelona: Labor, 1942, p. 147
38. ↑  Fernando López Alsina, El Camino de Santiago: Realidad histórica y tema historiográfico. http://www.vallenajerilla.com/berceo/lopezalsina/realidadhistoricaytemahistoriografico.htm
39. ↑   Instituto Geografico Nacional-Centro Nacional de Información Geográfica. Mapa 1:50,000. Hoja nº 199 edición 1937
40. ↑   EL camino De Santiago. Una visión histórica desde Burgos. Martínez García Luis (Pag.130)
41. ↑  https://www.mundicamino.com/el-camino-de-santiago-tambien-por-sakana/
42. ↑  Antolín Fernández, Jose E. (1971). Villasirga. Publicaciones de la Institución Tello Téllez de Meneses, ISSN 0210-7317, Nº. 30. «. Pág 166-167.»
43. ↑  Revilla Vielva, Ramón (1954). Camino de Santiago: pueblos enclavados en la ruta de la provincia de Palencia. Publicaciones de la Institución Tello Téllez de Meneses, ISSN 0210-7317, Nº.11. «. Pág . 1-42.»
44. ↑  https://signa.ign.es/signa/Pege.aspx Archivado el 12 de noviembre de 2020 en Wayback Machine.?
45. ↑  Abánades.

- Sáez Taboada, Benito (2002). «Aportaciones al trazado de la vía 19 del Itinerario de Antonino a su paso por Galicia». SPAL Revista de prehistoria y arqueología de la Universidad de Sevilla (Universidad de Sevilla) (11): 389-408. ISSN 1133-4525. Consultado el 24 de diciembre de 2017.